# Мі-24
Мі-24 (за класифікацією НАТО — Hind, рос. Миль Ми-24, в народі — «Крокодил») — радянський гелікоптер підтримки піхоти (ударний гелікоптер). Був основним штурмовим гелікоптером країн соцтабору. Концепція Мі-24 передбачала тісну взаємодію з бронетанковими та піхотними частинами під час широкомасштабного воєнного конфлікту другої половини XX століття. Став одним із символів Війни в Афганістані. На даний час  перебуває на озброєнні низки країн, зокрема й України.

## Історія
Досвід ведення війни у В'єтнамі показав необхідність у спеціалізованих ударних гелікоптерах, які могли б знищувати як піхоту і бронетехніку, так і вражати слабо укріплені споруди. Розробка таких гелікоптерів почалася у США, що тоді були передовою державою світу в будівництві гелікоптерів. Своєю чергою СРСР, який тоді активно змагався зі Штатами у галузі озброєння, доручив КБ Міля розробити власний ударний гелікоптер, за розробку якого тоді взявся особисто генеральний конструктор Михайло Міль.
За основу було взято вже перевірений серійний багатоцільовий Мі-8. Радянські конструктори зменшили цей гелікоптер у розмірах, змінили кабіну пілота та пристосували його до завдавання штурмових ударів по наземних, значно пізніше — повітряних, цілях.
Мі-24 став першим радянським гелікоптером, спеціально розробленим для забезпечення вогневої підтримки сухопутних військ і запущеним у серійне виробництво. Приймаючи на борт вісім осіб десанту, цей гелікоптер вийшов значно більш громіздким, ніж американські аналоги. До того, у перших промислових серіях екіпаж розташовувався в кабіні поруч, а не тандемом. Бойовий досвід показав необхідність корінної зміни конструкції кабіни екіпажа, що дало змогу краще використовувати потенціал гелікоптера.
Гелікоптер Мі-24Д (позначення НАТО Hind-D), що з'явився в 1976 році, мав роздільні, розташовані тандемом кабіни пілота й оператора озброєння, але як і раніше зберігав кабіну для транспортування десанту і додаткове місце для бортмеханіка. Потім з'явилися інші модифікації, що відрізняються встановлюваним озброєнням і деякими конструктивними особливостями, зокрема вузько спеціалізовані для артилерійського спостереження і радіаційної, хімічної та бактеріологічної розвідки, що не мають озброєння; основною модифікацією, яка промислово випускалася, був Мі-24Д. Загалом за період з 1970 до 1989 року було випущено понад 2300 Мі-24 різних модифікацій.
Основне озброєння Мі-24Д складається з чотириствольного 12,7-мм кулемета, встановленого знизу носової частини, й ПТКРів АТ-2 «Скорпіон» (Swagger), що входять до складу системи «Фаланга-В». У наш час[коли?] на озброєнні армій країн-членів СНД перебуває близько 1250 гелікоптерів Мі-24.
Силова установка Мі-24, починаючи з 1972 року випуску, складається з двох турбовальних двигунів ТВ3-117 конструкції Ізотова. Двигуни ТВ3-117ВМ, якими обладнані гелікоптери модифікації Мі-24В (Hind-E) мають потужність по 1659 кіловатів кожен. Саме на Мі-24В вперше була встановлена протитанкова система «Штурм-В» з електронно-оптичним прицілом в носовій частині і ПТКРами АТ-6 «Кокон» (Spiral), підвішеними до кінців крил з невеликим розмахом і на двох з чотирьох пілонів (зазвичай, вісім ракет, але за необхідності — дванадцять). Серед решти озброєння Мі-24В — контейнери з пусковими напрямними реактивних снарядів і гарматами, ракети класу «повітря-повітря» «Стріла», «Ігла» або Р-60 (Aphid), а також зброя з касетними боєголовками — загальна вага озброєння до 1200 кг. Мі-24ВП (Hind-E) обладнаний 23-мм автоматичною гарматою, встановленою замість чотириствольного кулемета. Експортний варіант Мі-24Д, призначений для постачання в країни, що розвиваються, отримав позначення Мі-25; Мі-35/Мі-35П — це позначення експортних варіантів модифікацій Мі-24В і Мі-24П. Нещодавно опублікована програма модернізації гелікоптерів Hind до нового стандарту Мі-24ВМ (експортний варіант Мі-35М): суттєвому удосконаленню піддадуться системи озброєння для боротьби з броньованими цілями й радіоелектронне обладнання.

## Модифікації
Всього серія ударних гелікоптерів Мі-24 налічує більше 20 модифікацій. Серійне виробництво тривало до 1989 року, на двох заводах було виготовлено 2570 вертольотів Мі-24 всіх модифікацій.
Ось деякі з цього переліку:
- В-24 — експериментальна несерійна модифікація. Майже повністю дублював схему Мі-8, окрім кабіни пілотів, схеми розміщення десанту, розмірів та не мав заднього вантажного люку.
- Мі-24А — перша серійна модифікація. Не мав кулеметно-гарматного озброєння. Обладнувався антеною УКХ радіостанції Р-860. Всього випущено 240 гелікоптерів такої модифікації. Виробництво тривало до 1974 року.
- Мі-24Б — основна відмінність від Мі-24А полягала у встановленні чотириствольного кулемету ЯкБ-12,7 калібру 12,7 мм, покращенні систем наведення і керування озброєнням та усуненням інших недоліків, що виявилися в ході експлуатації попередніх версій гелікоптера.
- Мі-24В (виріб 242) — наймасовіший варіант Мі-24, з рухомою кулеметної установкою УСПУ-24 з кулеметом ЯкБ-12,7. Гелікоптер Мі-24В з 4 ПТУР 9М113 «Штурм-В» і з системою наведення «Радуга-Ш» прийнятий на озброєння 29 березня 1976 року. У 1986 році прийнято на озброєння модернізований варіант з 16 ПТУР «Штурм-В». Приціл АСП-17В. Двигуни ТВ3-117В. У складі озброєння з'явилися блоки Б8В20-А з НАР С-8, блоки Б13Л1 з НАР С-13 і АПУ-68УМ3 з важкими НАР С-24Б. Випускався в 1976—1986 роках. Виготовлено близько 1000 гелікоптерів.
- Мі-24Д (виріб 246) — перехідний варіант до Мі-24В. Відрізнявся роздільними кабінами екіпажу, рульовим гвинтом зліва, складом озброєння по типу Мі-24Б. У 1973—1977 роках в Арсеньєве і Ростові-на-Дону виготовлено 340 вертольотів.
- Мі-24ВП (виріб 258) — Мі-24В з гарматою ГШ-23Л (боєкомплект 460 снарядів) в рухомій установці НППУ-23, новим БРЕО і озброєнням. На пізньосерійних вертольотах з'явилися восьмипозиційний АПУ-4 (уніфіковані з Мі-8МТ) для ПТУР «Атака-В» (таким чином загальна кількість ПТУР доведено до 12-ти, зі збереженням на пілонах двох блоків Б8В20-А з 20-ю 80-мм НАР С-8 різних модифікацій в кожному блоці). При цьому опціональне озброєння РПП ближнього бою Р-60М ставало обов'язковим. У 1989 році встигли випустити 25 машин.
- Мі-24У — навчально-тренувальна модифікація Мі-24А. Не мав протитанкового озброєння та випускався обмеженою партією.
- Мі-24П (виріб 243) — варіант Мі-24В, але з нерухомо закріпленою гарматою ГШ-30К, розміщеною на правому борту в установці НПУ-30, боєкомплект — 250 снарядів. Кулемет демонтований. Серійно випускався в 1981—1989 рр. Всього виготовлено близько 620 одиниць[2].
- Мі-24ПУ-1 — українська модернізація Мі-24П. Встановлено модернізовані двигуни ТВЗ-117ВМА-СБМ1В-02, станція оптико-електронної протидії «Адрос» КТ-01АВ, система збору та реєстрації польотної інформації БУР-4-1-07, модернізований авіаційний стрілецький приціл АСП-17ВПМ-В, лазерна система формування прицільної марки ФПМ-01кв, супутникова навігаційна система GPS МАР-695, ультракороткохвильова радіостанція KY-196В, аварійний радіомаяк ЄВС-406AFHM, а також радіолокаційний відповідач GTX-327 з датчиком висоти АК-350. Прийнято на озброєння ЗС України в 2012 році. У червні 2014 року в Україні було завершено переобладнання трьох гелікоптерів Мі-24ПУ-1, вартість модернізації одного гелікоптера становила 3 млн гривень.
- Мі-24К (виріб 201) — розвідник-коректувальник, з системою спостереження «Ірис», цифровим розвідувально-коректувальних комплексом «Рута» та аерофотоапаратом АФА-100 для перспективної зйомки в правому борту кабіни.
- Мі-24Р (виріб 2462) — гелікоптер РХБ-розвідки з рухомою кулеметної установкою УСПУ-24 з кулеметом ЯкБ-12,7, з підвищеною системою життєзабезпечення. Пускові установки на пілонах ПТУР демонтовані, на їх місце встановлено екскаватори забору ґрунту (по 3 ковша). На першому тримачі штатно встановлений підвісний контейнер з додатковою апаратурою, на хвостовій балці встановлено пусковий пристрій для ракет СГТ. До складу екіпажу введені два хіміка-розвідника. Брав участь в ліквідації аварії на ЧАЕС (Оцінка рівня зараження місцевості). Випущено 160 машин.
- Мі-25 — експортний варіант Мі-24, який відрізнявся дещо іншим складом бортового обладнання. Вертоліт призначався для поставок в держави, що не входили до складу країн Варшавського договору[3].
- Мі-35 — експортний варіант Мі-24, який був розроблений вже в сучасній Росії. Постачався на озброєння в Венесуелу та М'янму.
- Мі-35М — шасі у Мі-35М не забираються, що на відміну від Мі-24 забезпечує поглинання енергії при падінні на шасі. Встановлено ОПС-24Н з гіростабілізованою оптико-електронною станцією ГОЕС-324 і лазерний далекомір. Встановлено новий автомат перекосу. Втулка і лопаті несучого гвинта, Х-подібний рульовий гвинт запозичені від Мі-28Н, супутникова навігація ГЛОНАСС. Гелікоптер також відрізняється укороченим крилом (4 точки підвіски) і висотними двигунами «Клімов» ВК-2500-02 виробництва «Мотор Січ».
- Мі-24 Super Hind — глибока модернізація гелікоптера південноафриканською компанією Advanced Technologies and Engineering (ATE). Одна з останніх серійних модернізацій цієї машини. Було прийнято на озброєння в Азербайджані та Алжирі.

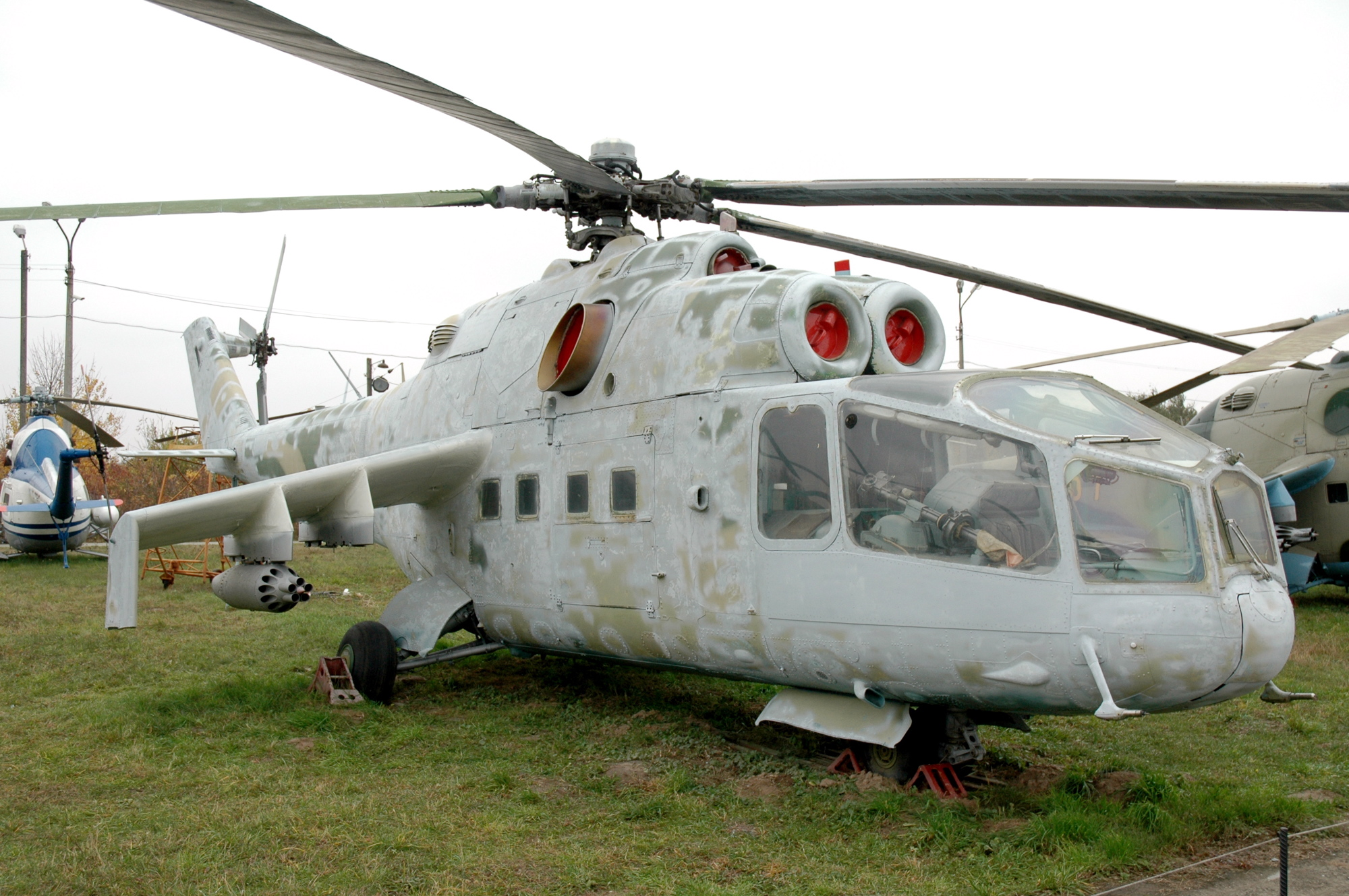
Мі-24А в Державному музеї авіації України, Київ.
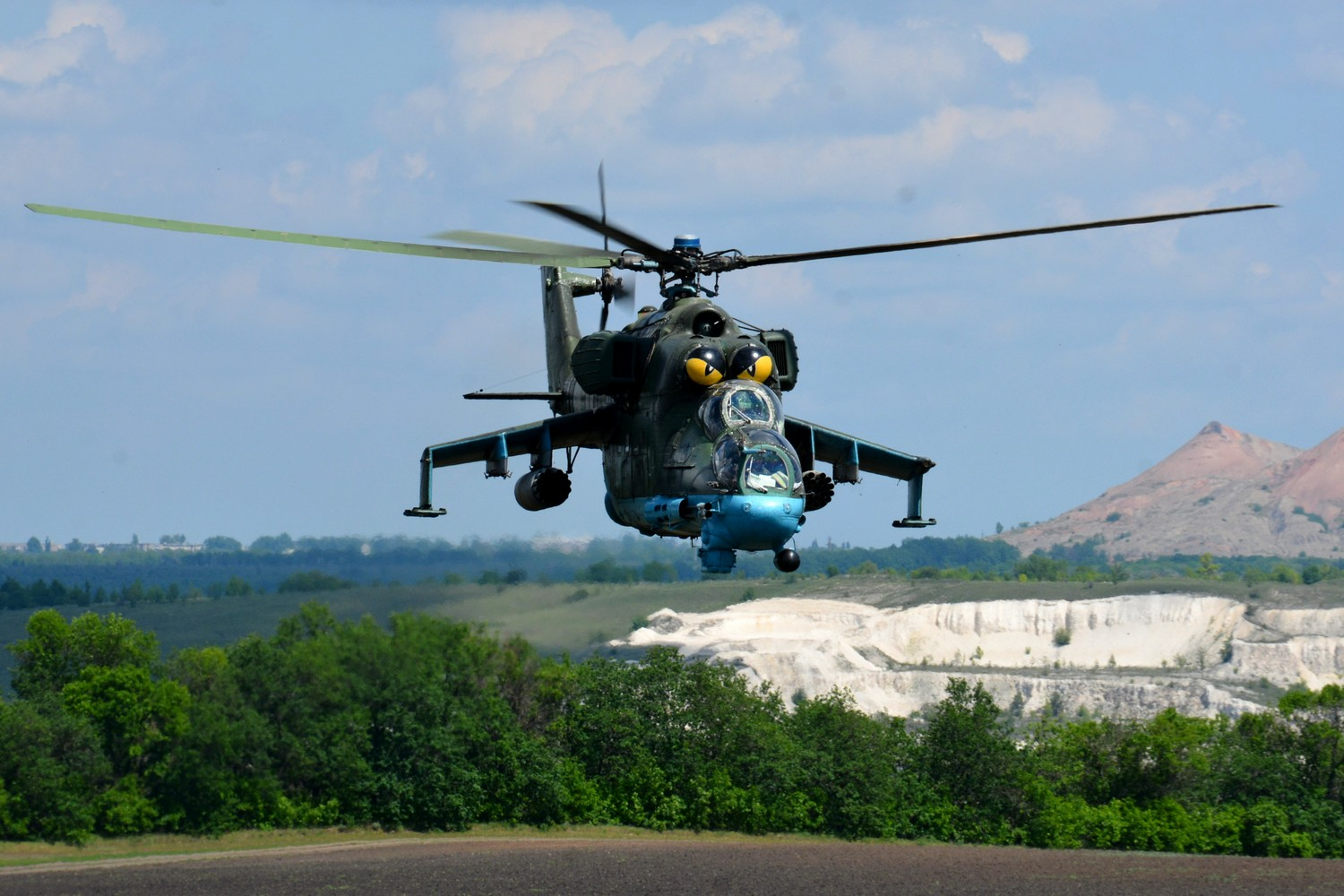
Український Мі-24П
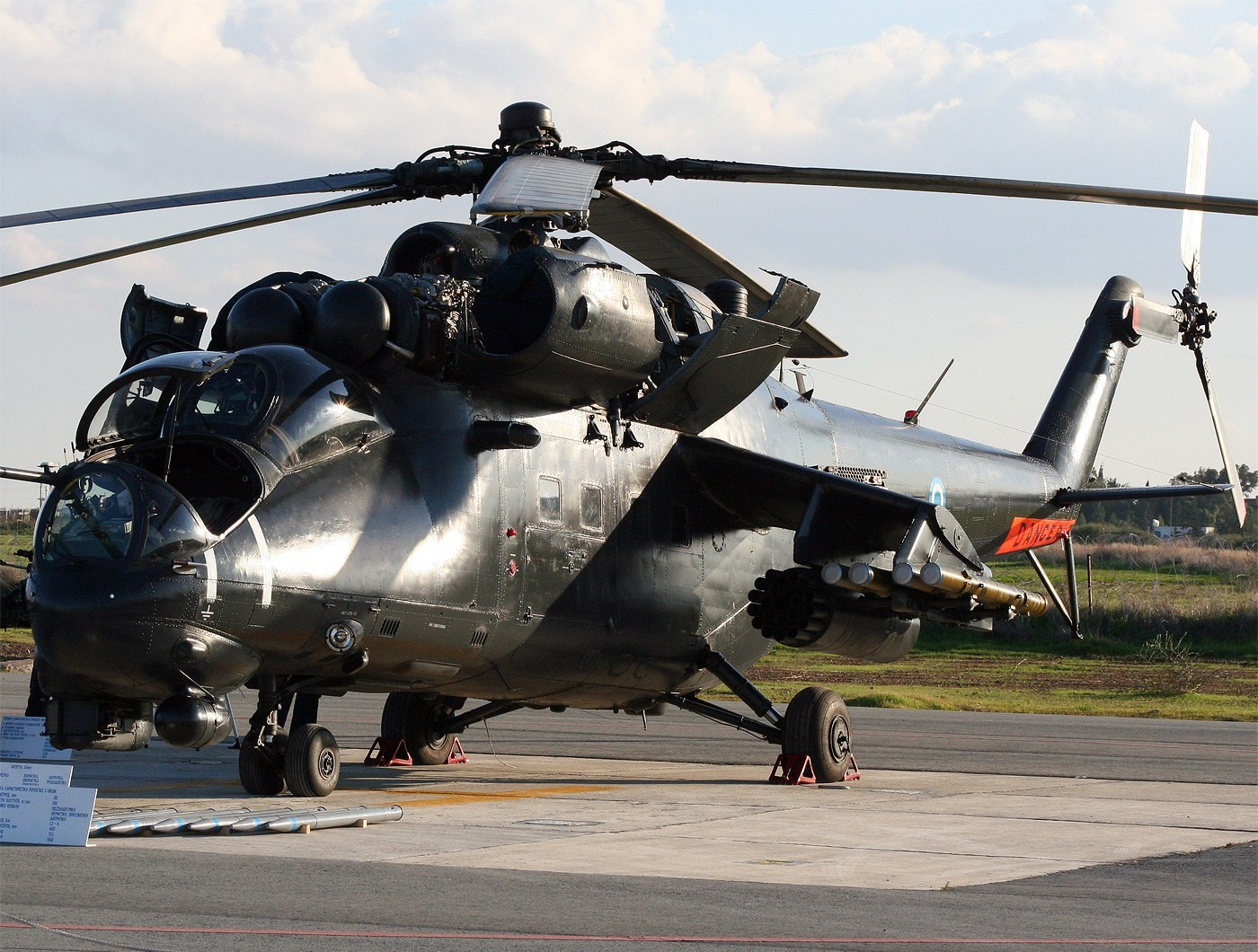
Мі-35
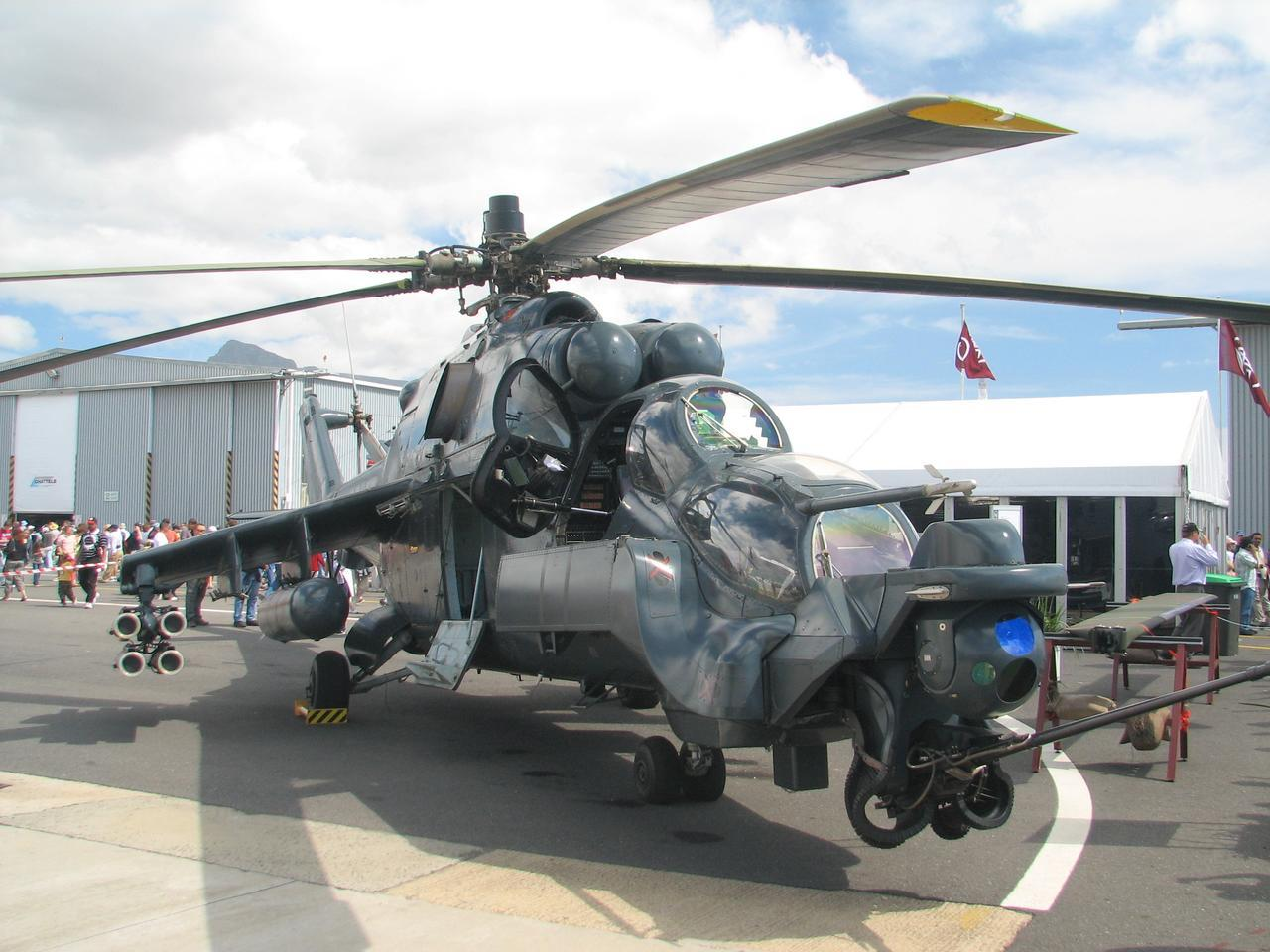
Мі-24 Super Hind

## Модернізація Мі-24

### Україна

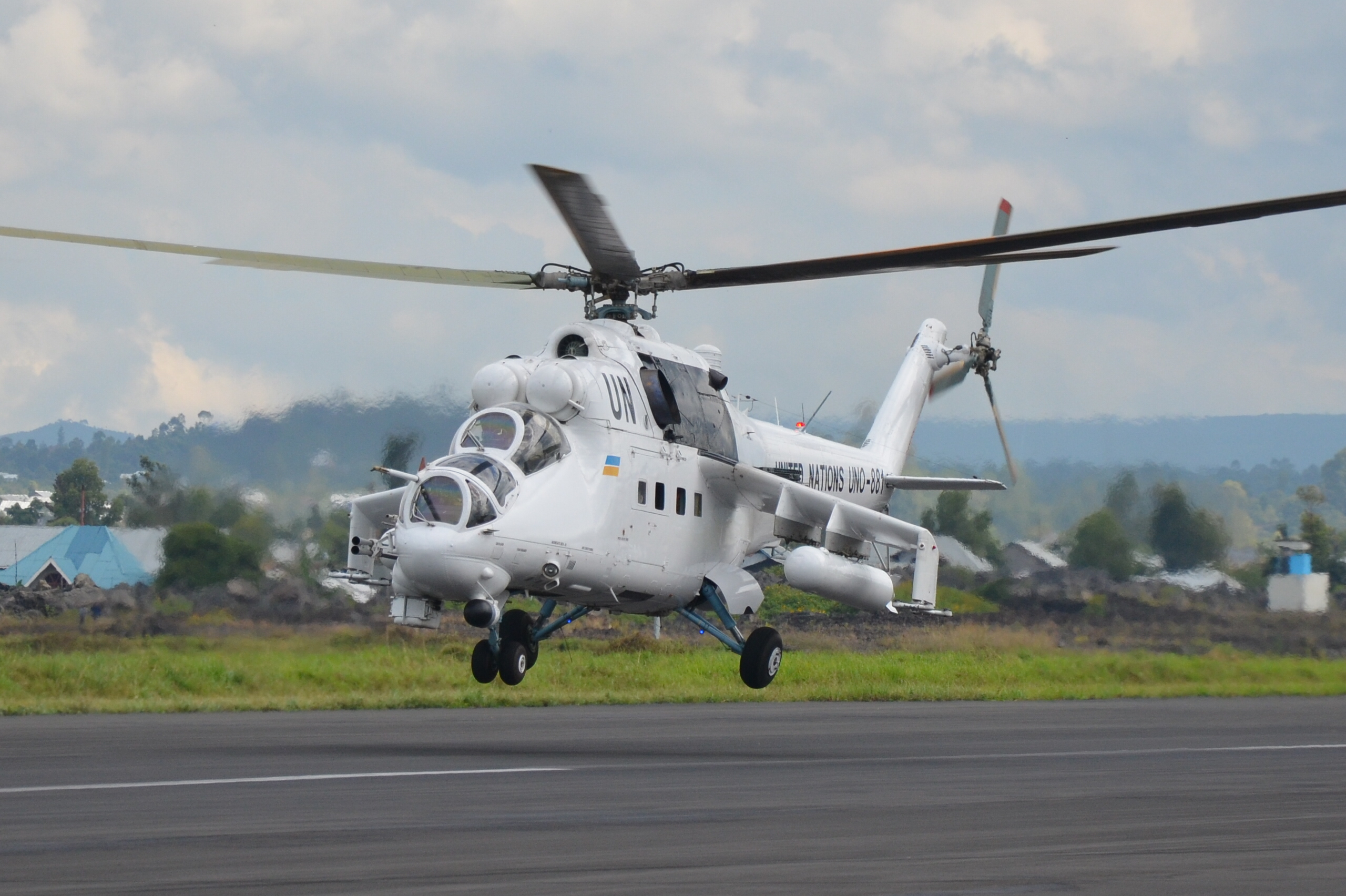
Український Мі-24 у ДР Конго

Українські збройні сили мають досить велику кількість гелікоптерів Мі-24, які перейшли у спадок від радянської армії. Тому модернізація цих машин є одним з найважливіших питань у вирішенні проблем української штурмової авіації. Саме тому ряд вітчизняних підприємств спільними зусиллями модернізували до якісно нового рівня гелікоптер Мі-24П. Основою модернізації стала заміна застарілих радянських двигунів на сучасні газотурбінні силові установки українського виробництва ТВ3-117ВМА-СБМ1В. Виробником цих двигунів є всесвітньо відоме підприємство «Мотор Січ», яке до цього вже постачало двигуни для літаків АНТК ім. Антонова. Також суттєво були допрацьовані та встановлені нові системи керування озброєнням, що в рази підвищило ефективність гелікоптера в бою. Станом на лютий 2012 року завершено державні випробування модернізованого зразка Мі-24П на базі Державного науково-випробувального центру ЗС України, що в Криму.
25 травня 2012 року на озброєння Збройних сил України, після глибокої модернізації, було прийнято гелікоптер Мі-24ПУ1. Відповідний указ підписав Міністр оборони України Дмитро Саламатін.

### Македонія
Після закінчення бойових дій обслуговування старіючої (більшість гелікоптерів були випущені на початку 1980-х років) авіатехніки стало великою проблемою для бюджету Македонії. Тільки чотири останніх отриманих Мі-24 пройшли ремонт на авіаремзаводі «Авіакон» в Україні, в результаті чого термін їх експлуатації до наступного ремонту був продовжений на сім-дев'ять років (процедура продовження ресурсу двигунів була проведена на ремзаводі в Луганську).
Техніка, що залишилася, пройшла лише огляд на місці, який виявив необхідність придбання запчастин. На додаток до цього, в 2003 р стало очевидно, що деякі Мі-24 і, принаймні, два Мі-8 використають свій міжремонтний ресурс ще до досягнення терміну планового ремонту. У середині 2005 два Мі-24В були відправлені на український завод «Авіакон» для продовження ресурсу (повернулися до Македонії в жовтні).
Проте керівництву Македонії було ясно, що все це лише напівзаходи. Потрібно було поступово модернізувати парк Мі-24. Після недовгих пошуків вибрали партнера — ним стала ізраїльська компанія Elbit Systems, яка співпрацювала з українським «Авіакон». Саме в Україні були модернізовані два Мі-24В (MAF-201, заводський № 20127 і MAF-205, заводський № 19977 — обидва 1984 випуску), представлені публіці в день 17-річчя ПС країни — 14 червня 2009 року.
Програма модернізації отримала кодову назву Alexander. Перш за все, гелікоптери отримали можливість застосування вночі. Для цього була встановлена система ANVIS / HUD-24. Крім того, машини оснастили сучасним обладнанням GPS, американськими радіостанціями Rockwell Collins Talon RT-8200, а також пристроями інтеграції з НАТОвськими системами.
Оператор отримав можливість застосовувати бортове озброєння вночі. Ще однією серйозною відмінністю нової техніки стало встановлення в кабінах двох (15 см x 20 см) кольорових дисплеїв. Льотчик-оператор тепер міг керувати 12,7-мм кулеметом за допомогою нашоломного прицілу. У ході модернізації з гелікоптерів була знята вся апаратура комплексу ПТРК 9K113 «Штурм».

## Бойове застосування

### Війна в Афганістані (1979—1989)
Мі-24 активно використовувався під час радянсько-афганської війни, головним чином для бомбардування моджахедів. Коли США поставили моджахедам ПЗРК «Стінгер» з тепловим наведенням, радянські вертольоти Мі-8 і Мі-24 стали улюбленими цілями повстанців.
Важко надати точну інформацію про кількість використаних Мі-24 в Афганістані. Наприкінці 1990 року вся Радянська армія мала 1420 Мі-24. Під час афганської війни деякі джерела оцінювали кількість вертольотів до 600 одиниць, з яких до 250 були Мі-24. Тим часом (раніше секретний) звіт Центрального розвідувального управління (ЦРУ) 1987 року стверджує, що кількість Мі-24, які використовувала армія СРСР в Афганістані збільшилася з 85 у 1980 році до 120 у 1985 році.

### Карабахський конфлікт (1988—1994)
На момент розпаду СРСР в Азербайджані базувалися 9 Мі-24 845-ї окремої ескадрильї гелікоптерів. Передавати ці гелікоптери ніхто не поспішав. На початку 1992 р. вирішили діяти азербайджанці. Їм вдалося залучити на свій бік двох офіцерів вже неіснуючого підрозділу — майора Сергія Туваєва і старшого лейтенанта Рафаеля Ширинова, які 28 січня 1992 перегнали один гелікоптер на аеродром Забрат, де базувалися цивільні машини колишнього азербайджанського управління ЦА СРСР. Враховуючи обставини угону, цей Мі-24 не мав боєкомплекту і був абсолютно «беззубим», за що і отримав назву «голуб миру».
Другий і третій гелікоптери 3 лютого переганяли також льотчики ескадрильї: майор Олексій Шварев (летів без оператора), капітан Євген Карлов і все той же Ширинов. Командування ЗакВО намагалося якось перешкоджати такій «ініціативі», і з аеродрому ППО Насосний була піднята чергова пара МіГ-25. Однак льотчики або не змогли, або не захотіли перехопити «дезертирів».
Чергові п'ять машин переганялись 12 лютого вже пілотами цивільної авіації, які перейшли на військову службу: Явер Алієвим, Закіров Юсіфова, Ханлар Саттарова, Едісона Гасанова і Мірмагомед Агаєвим. У підсумку на аеродромі залишився тільки один несправний гелікоптер — один з офіцерів ескадрильї з найкращих спонукань (а будь-якому було ясно, що захоплення такої кількості авіатехніки призведе тільки до ескалації конфлікту в Карабаху) підпалив його в самій середині стоянки, щоб при вибуху були якщо не знищені, то хоча б пошкоджені всі інші машини. Проте пожежа була згашена і тільки один гелікоптер був пошкоджений. Проте пошкодження були мінімальні, і 14 лютого нашвидку відремонтований Мі-24 перегнав Ширинов.
Таким чином, до кінця лютого азербайджанці мали дев'ять бойових гелікоптерів Мі-24 і лише три підготовлені екіпажі з шести чоловік, які перейшли до Азербайджанської армії (С. Сенюшкін, С. Тува, А. Шварєв, Є. Карлов, Р. Ширінов — льотчики вісімсот сорок третього ескадрильї, С. Джалалов — командир комендатури). Троє були «афганцями», решта колишніх, цивільні льотчики, вимагали додаткової підготовки, оскільки раніше вони пілотували тільки Мі-8. Новостворену ескадрилью азербайджанських ПС очолив Явер Алієв. Багато в чому завдяки йому і вдалося зберегти з такими труднощами «придбану» техніку. Справа в тому, що вже наступного дня «зверху» зателефонували і «попросили» повернути техніку російської армії. На що Явер відповів коротко: «Ці гелікоптери потрібні моєму народу, для захисту Азербайджану, жоден гелікоптер не буде повернений». Він же дав вказівку, щоби вночі зняли акумулятори. Тому коли на ранок прибули бронетранспортери з десантниками і льотчиками, щоби забрати гелікоптери, жоден з них підняти в повітря не вдалося.
Тим часом обстановка в Карабасі загострювалася, вірмени, скориставшись прорахунками азербайджанського командування, перейшли в наступ. Тому навчання азербайджанських гелікоптерників пройшло по-фронтовому швидко, і незабаром Сергій Сенюшкін, як найдосвідченіший, почав підготовку льотчиків.
Спочатку обмежувалися прикриттям цивільних «бортів». Так, екіпаж Сенюшкін — Алієв за два тижні здійснив, принаймні, два вильоти в район конфлікту — в Ходжавенд, де гелікоптер був обстріляний із землі, а Сергій отримав поранення, — і в Ходжали для прикриття цивільних гелікоптерів. Однак вже 29 лютого 1992 той же екіпаж, виконуючи навчальне завдання, розбився. Сталося це над озером недалеко від Баку. Мабуть, саме через нестачу досвіду і сталася ця трагедія, що коштувала життя трьом членам екіпажу. Що саме трапилося, невідомо досі, так як тіла витягли, а ось гелікоптер досі перебуває на місці катастрофи. уламки не змогли витягнути навіть з залученням Мі-26, що належав «ВПС СНД».
Практично весь березень і до 11 квітня 1992 на бойові завдання в Карабах літали тільки військові льотчики: Сергій Тува, Олексій Шварєв, Євген Карлов і Рафаель Ширинов. Весь цей час льотчики, що прийшли з АЗАЛа, проходили підготовку.
Перша бойова втрата азербайджанської гелікоптерної ескадрильї сталася 11 квітня, коли свій перший бойовий виліт здійснили колишні цивільні пілоти. Ведучим летів досвідчений Карлов. «Молодь» повернулася без втрат, але от ведучого збили під містом Фізулі, неподалік від селища Юхари Вейссаллі. Разом з Е.Карловим загинули старший лейтенант Ф.Мусаєв і два бортстрільці: Г. Гасанов і Т. Фараджев.
Тим часом, в кінці травня 1992 азербайджанська ескадрилья Мі-24 перебазувалася з аеродрому Забрат на аеродром Кала, який в той період був переданий Азербайджану. 15 травня 1992 азербайджанська авіація втратила ще один гелікоптер — в районі селища Гюльабли, Агдамського району був збитий Мі-24, пілотований майором Олексієм Шваревим, оператором у нього був Рафаель Ширинов. Завдяки щасливому випадку обидва пілоти залишилися живі — спустилися на парашутах. Шварев потрапив в полон, але незабаром був відбитий в результаті контратаки на цьому напрямку. Льотчик був поранений і негайно відправлений у госпіталь.
Наявність бойових гелікоптерів на тій чи іншій ділянці фронту часто сприяло наступальним діям азербайджанської армії. Наприклад, так сталося в серпні, коли, саме завдяки масованим ударам азербайджанської ескадрильї гелікоптерів, на Кельбаджарський напрямку вірменські формування були витіснені вглиб Карабаху.
До цього часу азербайджанські гелікоптерники накопичили вже певний бойовий досвід — на бойове завдання вилітали, як правило, трьома машинами: один Мі-24 відпрацьовує по цілі, пара прикриває. Але й карабахці набули безцінного досвіду боротьби з «крокодилами», що не могло не позначитися на втратах. Так, 6 серпня 1992 був збитий гелікоптер капітана Закира Меджідова. Разом з ним загинули оператор старший лейтенант Руслан Половинко і стрілець рядовий Джаваншира Рагімов.
Наступна втрата азербайджанської ескадрильї відзначена 11 жовтня, коли над селом Сефян (Губадли) був збитий черговий Мі-24. І знову екіпажу не вдалося врятуватися — в уламках гелікоптера знайшли свою смерть майор Закира Юсифов, старший лейтенант Рауф Кулієв і стрілець Тахир Багіров (посмертно удостоєні звання «Національний Герой Азербайджану»).
А 23 листопада азербайджанці поповнили свій парк трофейним Мі-24П. Сталося це ось як: того дня, ближче до вечора, під час групового нальоту на південний захід від Кубатли вогнем із землі був збитий один вірменський гелікоптер, який згорів. Другий гелікоптер, намагаючись приземлитися, щоби забрати екіпаж, був пошкоджений пострілом з гранатомета — граната потрапила в радіовідсік в районі гідросистеми. Вірменські льотчики змогли посадити машину, благо висота була невеликою. Третій гелікоптер зміг приземлитися і забрав обидва екіпажі. Рано вранці наступного дня до місця посадки гелікоптера на Мі-2 був доставлений майор С. Джалалов, який повинен був оцінити характер пошкоджень і по можливості ввести машину в стрій. Працювати йому довелося під вогнем вірмен, які прагнули відбити місце аварії. Проте, до вечора С. Джалалов зміг привести гелікоптер до ладу. Полагодивши гелікоптер, льотчик підняв його в повітря і перелетів на територію, контрольовану азербайджанцями.
Початок 1993 був відзначений боями на Кельбаджарський напрямку. Застосування гелікоптерів у цих боях було найінтенсивнішим за всю війну. Зрозуміло, що ППО вірмен значно посилилася, тому вже 23 березня південніше населеного пункту Кельбаджар ракетою ПЗРК був збитий черговий азербайджанський Мі-24 під керуванням Ігоря Костюка. Екіпаж зміг посадити пошкоджену машину, і незабаром прибув Мі-2, який евакуював пілотів.
Ще один Мі-24 пропав безвісти 30 серпня 1993 в районі населеного пункту Кубатли. Екіпаж у складі командира гелікоптера капітана Фейруза Джалілова, оператора Олександра Мізяка і стрільця Аріфа Міраліева досі вважається зниклим безвісти, оскільки залишається неясним — збитий гелікоптер чи зазнав аварії.
10 січня 1994 під час виконання бойового завдання в поганих метеоумовах збився з курсу і врізався в гору Мі-24 під керуванням капітана Адил Ісмайлова. Разом з ним загинули оператор старший лейтенант Зульгайда Зульгайдаєв і стрілець Махир Гусейнов.
Таким чином, загальні втрати азербайджанських гелікоптерників на Мі-24 в бойових вильотах і катастрофах за час війни склали 22 людини льотно-підйомного складу, дев'ять з яких посмертно отримали звання «Національний Герой». Основні втрати припадають на 1992, що було наслідком насамперед відсутності бойового досвіду

### Вторгнення Іраку в Кувейт (1990)
Мі-24 також широко використовувався іракською армією під час вторгнення в Кувейт, хоча більшість з них була відкликана Саддамом Хусейном, коли стало очевидно, що вони знадобляться для утримання влади після війни. Під час повстань в Іраку у 1991 році ці вертольоти використовувалися проти дисидентів, а також проти цивільних біженців, які тікали.

### Конфлікт у Македонії (2001)
З початком громадянської війни уряд Македонії почав орієнтуватися на поставку озброєння з України, причому важливу роль в умовах розгортання конфлікту зіграв той факт, що Київ зобов'язався не тільки оперативно поставити техніку, а й «сприяти» швидкому введенню гелікоптерів і штурмовиків в бій.
Уже 23 березня українські екіпажі перегнали в Македонію пару бойових Мі-24В (орієнтовна вартість однієї машини склала 800 тис. дол.). Про те, яке значення македонське керівництво надавало новій техніці, свідчить той факт, що в аеропорту гелікоптери зустрічав прем'єр-міністр країни Любчо Георгієвський. Закуплені Мі-24 отримали номери VAM-201 і VAM-202. Ці гелікоптери склали основу 201 POHE (Protiv oklopna helikopterska eskadrila — протитанкова гелікоптерна ескадрилья). Практично відразу машини були кинуті в бій. Уже 25 березня розпочався рішучий наступ на позиції бойовиків на горі Шар Планіна. Дорогу піхоті і спецназівцям розчищав масований артилерійський вогонь, а з неба по албанцях «працювали» гелікоптери. Поява Мі-24 стало неприємним сюрпризом для бойовиків НОА (Народно-визвольна армія Албанії), яким довелося відступити з району Тетово. Але від своїх планів албанські польові командири не відмовилися і зайнялися перегрупуванням сил.
Однак вже після перших боїв македонцям стало ясно: двох машин явно мало для того щоб переломити ситуацію, і співпраця з Україною продовжилася. 15 квітня ескадрилью поповнили ще пара Мі-24В (VAM-203 і VAM-204). Поповнення прибуло саме вчасно, оскільки затишшя тривало всього місяць. Уже в квітні НОА відкрило новий фронт, тепер в районі Куманово, також населеному албанцями. Звідси бойовики вже могли безпосередньо загрожувати столиці республіки — Скоп'є. Скоро бої йшли в селі Арачиново, а це всього за п'ять кілометрів від столичного аеропорту (він же основна авіабаза) Петровець.
Кризова ситуація вимагала прийняття термінових заходів щодо посилення ПС, оскільки було ясно, що повітряна підтримка — ключ до перемоги. 15 червня у Македонію прибули ще чотири Мі-24В (VAM-205, -206, -207, -208). Тепер 201 POHE налічувала вісім «крокодилів», які разом з Мі-8МТ зі 301 TRHE. склали основу авіаційного угрупування в районі бойових дій.
З раннього ранку 22 червня по позиціях НОА навколо Арачиново почали працювати «крокодили». Удари з повітря, що чергувалися з артилерійськими обстрілами, продовжилися 24 червня, після чого македонські сили оволоділи висотами навколо Арачиново, усунувши таким чином загрозу обстрілу Скоп'є і повністю блокувавши бойовиків. В ході боїв всім стало ясно, що «бліцкриг» НОА провалився, а македонська армія сповнена рішучості довести справу до логічного кінця, тобто до повного знищення терористів. Але тут, вперше з початку конфлікту, на сцену вийшли міжнародні «миротворці», які закликали почати мирні переговори.
Свою діяльність «миротворці» почали з того, що звинуватили македонців в «непропорційному застосуванні сили» проти албанців. Під натовським натиском з НОА було укладено перемир'я. 13 серпня в столиці республіки було підписано угоду, якою передбачалося припинення вогню, добровільне роззброєння албанських бойовиків з одночасною їх амністією.
Однак перед цим НОА спробувала «грюкнути дверима». У ніч на 9 серпня, близько тисячі бойовиків, які просочилися з Косова, раптовою атакою змогли захопити село Привітність і армійський блокпост на захід від Скоп'є. Македонці відреагували негайно. З ранку в повітря були підняті всі чотири Су-25 за підтримки восьми Мі-24 і чотирьох Мі-8МТ. За офіційними даними Міністерства оборони Македонії, втрати бойовиків від повітряних нальотів склали не менше 400 чоловік убитими і пораненими. Після настільки масштабних втрат албанці вже і не марили про повстання, тепер їх головна задача була просто відступити.
Ворог відзначив присутність в районі боїв достатньо підготовлених екіпажів, так що погрожуючи взяти Скоп'є, албанський вожак Ахметі хотів збити вертольоти під управлінням українських пілотів. Албанці, придбавши в Боснії ПЗРК «Стріла-2», розраховували збити «крокодилів», але не врахували досвід пілотів.
Так, в американських ЗМІ був описаний випадок, коли по одному з гелікоптерів моджахедами була випущена ракета ПЗРК, але екіпаж зумів ухилитися від неї, виконавши вельми складний маневр. Це й не дивно, так як у всіх українських «інструкторів» був багатий афганський досвід.
Як відзначали українські льотчики, практично в кожному вильоті по штурмовиках і гелікоптерах вівся сильний вогонь з землі, причому це було не тільки стрілецька зброя калібру 7,62 мм, а й великокаліберні кулемети (12,7 мм) і ЗУ калібрів 20, 23 і 30 мм. Не дивно, що практично кожен гелікоптер мав бойові ушкодження. На деяких українських механіки налічували по кілька десятків пробоїн. 4 вересня македонці отримали ще двох «крокодилів» Мі-24В (VAM-209 і VAM-210), а 28 грудня парк гелікоптерів поповнився парою розвідувально-коректувальних Мі-24К (тактичні номера VAM-211 і VAM-212).

### Російсько-українська війна
Вперше на Донбасі Мі-24 відзначилися 14 квітня, коли дві машини засвітилися на місці нападу ДРГ ворога на тилову колону десантників під Краматорськом. Потім було прикриття Мі-8-х з десантом спецназу, задіяного для посилення оборони бази зберігання бронетехніки в Артемівську (24 квітня), зачистка Донецького аеропорту (26 травня), в якій була задіяна пара машин 7-го полку.
Однак першим реальним бойовим хрещенням для українських вертолітників стала облога захопленого бойовиками Слов'янська. Рано вранці 2 травня блокпости навколо міста були атаковані із землі та з повітря, причому авіаторам довелося діяти в несприятливих погодних умовах, що в результаті і призвело до невиправдано високих втрат. У районі Карпівки під час польоту на гранично малій висоті були вражені з ПТРК «Фагот» одразу два вертольоти зі складу 16-ї бригади. З двох екіпажів в живих залишився тільки капітан Краснокутський, який поранений був захоплений ворогом на місці аварійної посадки (пізніше був обміняний, за іншою версією — викрадений родичами).
Такі великі одноразові втрати змусили переглянути концепцію застосування гелікоптерів, проте умови бойових дій вимагали застосування бойової авіації. При цьому головною метою було знищення захопленої бронетехніки дніпропетровських десантників. У групі Стрєлкова — Гіркіна людей із бойовим досвідом вистачало, то 5 травня бойовиками була організована противертольотна засідка в районі гори Карачун. Як приманка використовувалася БМД, а для збиття гвинтокрила був задіяний великокаліберний кулемет на мобільній базі. Варто відзначити, що обстріл Мі-24 був проведений вкрай професійно: черга була випущена в найвразливішу частину — редуктор несучого гвинта та його обв'язку. Що очікувано призвело до відмови гідравлічної системи та вимушеної посадки на авторотації. Екіпаж був евакуйований, а сам гвинтокрил через три дні був добитий залпом некерованих ракет з борту Су-25.
Слов'янськ взагалі виявився вкрай невдалим для української авіації — там армійська авіація зазнала найбільших втрат і фактично після цього була виведена з «гарячих» ділянок фронту. 4 червня в ході бою ракетою ПЗРК «Ігла» був уражений Мі-24П 11-й авіабригади, екіпаж якого здійснив аварійну посадку недалеко від траси Харків — Ростов.
Також 12 червня 2014 року Мі24 були задіяні під час штурму Савур Могили силами 2 батальйону 79 бригади ВДВ.
Після звільнення Слов'янської агломерації обидві бригади стали базуватися на аеродромі Краматорськ (знаходяться там і понині). Останніми у війні на Донбасі стали вильоти екіпажів 7-го полку на луганському напрямку в серпні 2014 року. Тут 20-го числа був збитий Мі-24: загинув екіпаж майора Олега Бірюка.
Досить обмежено використовувалися вертольоти на іншому напрямку — луганському. Насамперед це було пов'язано з відсутністю достатньої кількості польових майданчиків та складнощами з постачанням. Однак Мі-24 відзначились кілька разів: як мінімум 2 червня в ході відбиття штурму бази прикордонного загону в Луганську та при прикритті прикордонного пункту «Довжанський».
Починаючи з осені 2014 бойові вертольоти залучаються до прикриття санітарних Мі-8 виключно в прифронтовій зоні.
На початку жовтня 2018 року було проведено спільне тренування екіпажів вертольотів та наземних підрозділів. Вітчизняний БПЛА «Лелека» грав роль ворожого «Орлана», вертолітники полювали на нього. Тренування показало готовність підрозділів армійської авіації збивати ворожі БПЛА в місцях, де застосування ракет протиповітряної оборони буде недоцільним.
13 жовтня 2018 року в небі над Лисичанськом був виявлений російський БПЛА «Орлан-10». Для його знищення був залучений вертоліт Мі-24. Поставлене завдання було успішно виконане, уламки ворожого безпілотника впали в районі населеного пункту Борівське. Під час конфлікту на Донбасі було втрачено 5 Мі-24. 31 серпня 2014 року південніше Волновахи екіпаж українського вертольоту помітив запуск ПЗРК. Був виконаний ряд маневрів, відстріл теплових пасток. Борт зміг уникнути ураження. Завдяки діям командира за межами всіх можливих інструкцій і експлуатаційних обмежень вдалося уникнути враження. Після цих епізодів, здебільшого трагічних, вертольоти стали літати на менших висотах задля безпеки. Війна на Донбасі показала слабкі місця техніки, українських Мі-24. До прикладу, вночі екіпажі не літали — були фактично сліпими. Авіаційних окулярів нічного бачення не було, та й техніка теж не була готова. У 2015-му Краматорський аеропорт був обстріляний «Смерчами» і декілька гелікоптерів, у тому числі Мі-24, були пошкоджені. В одному з інтерв'ю пілота 2021 року було заявлено, що він останній раз робив вильот у 2019 році, а досвід підтримує, використовуючи Мі-8 та Мі-2. У 2018 році збиття «Орлану» фіксувалося пілотами Мі-24. Як зазначив пілот Мі-24, навіть у значну ціль важко влучити, що казати про невеликий БПЛА, треба зближатися, а це таїть в собі небезпеку отримати удар у відповідь. Під Лисичанськом трапився інцидент, коли колона батальону «Донбас» потрапила під вогонь авіації. Також за досвідом війни на Донбасі виявилась нестача у гелікоптера керованої зброї.

#### Російське вторгнення з 24.02.2022
Докладніше: Втрати російської авіації під час вторгнення в Україну 2022
Під час російського вторгнення в Україну, гелікоптери активно застосовувався обома сторонами конфлікту. Російські війська використовували модифікацію Мі-35.
Полковник Олександр Володимирович Мостовий отримав Героя України посмертно — за збиття 26 лютого 2022 року під Васильковом російських Іл-76МД, два гелікоптери Мі-24, чим не допустив висадку десанту з озброєнням.
Декілька вертольотів ВКС Росії були уражені над «Київським морем» у перші дні повномаштабного вторгнення Російської Федерації. Ці епізоди навіть потрапили на відео. 1 березня 2022 ЗСУ уразили ворожий гелікоптер ВКС Росії за допомогою ПЗРК Stinger. У травні 2022 року цей гвинтокрил був піднятий на поверхню, як виявилось, це був Мі-35М. Вертоліт був піднятий у районі м. Вишгород.
За твердженнями російської влади, пара українських Мі-24 вранці 1 квітня 2022 року здійснила успішний ракетний удар по нафтобазі в Бєлгороді.
10 травня 2022 року один російський вертоліт Мі-24 (можливо, його модифікація Мі-35) збитий у Бахмутському районі Донецької області (поблизу с. Серебрянка). Українські десантники 80 одшбр за допомогою ПЗРК «Stinger» уразили вертоліт, який упав на дах приміщення та згорів. На відео видно, як палає вертоліт. У своєму повідомленні військові зазначили, що цей вертоліт — 15-й, збитий підрозділами ДШВ.
7 вересня 2022 року один гелікоптер Мі-24 був збитий протиповітряним підрозділом 80-ї десантно-штурмової бригади.
21 вересня 2022 року один гелікоптер Мі-24 був знищений підрозділом морської піхоти ВМС ЗС України.
4 жовтня 2022 року зенітні ракетні підрозділи ПВК «Центр» Повітряних сил ЗСУ знищили російські вертольоти Мі-24 та Мі-8 на півдні країни.
8 січня 2023 року Сили оборони України збили три російські вертольоти, серед яких Мі-24.
26 січня 2023 року харківські нацгвардійці на Бахмутському напрямку за допомогою ПЗРК «Ігла-1» знищили ворожий вертоліт Мі-24.
24 лютого 2023 року Сили оборони України збили гелікоптер Мі-24.
10 квітня 2023 року російський вертоліт Мі-24 на Авдіївському напрямку збили військовослужбовці 110-ї окремої механізованої бригади.
22 квітня 2023 року Генштаб Збройних Сил України повідомив про збиття російського вертольота Мі-24.
22 травня 2023 року 24-та окрема механізована бригада імені короля Данила із ПЗРК «Ігла» знищила російський гелікоптер Мі-24 на Донеччині.
11 листопада 2024 року Головне управління розвідки МО України оприлюднило відео на якому видно, як агент ГУР підпалив російський гелікоптер Мі-24 на аеродромі «Клин-5», Московської області. Гелікоптер був підпалений в районі двигунів, що потенційно могло завдати йому значних ушкоджень. Точний рівень пошкоджень невідомий.
Згідно інформації, яку надають редактори сайту Oryx Blog, втрати вертольотів родини Мі-24 з обох сторін виглядають наступним чином (станом на 13 липня 2025 року):
|           | Мі-24П | Мі-24В/П | Мі-35М | Всього |
| --------- | ------ | -------- | ------ | ------ |
| Знищено   | 4      | 2        | 9      | 15     |
| Захоплено | 0      | 0        | 0      | 0      |
| Всього    | 4      | 2        | 9      | 15     |

|           | Мі-24 | Мі-24П | Всього |
| --------- | ----- | ------ | ------ |
| Знищено   | 6     | 2      | 8      |
| Захоплено | 0     | 0      | 0      |
| Всього    | 6     | 2      | 8      |

### Друга Карабаська війна
9 листопада 2020 року був збитий російський Мі-24 азербайджанськими військовими з ПЗРК. Вертоліт перебував у повітряному просторі Вірменії та супроводжував військову колону 102-ї військової бази Росії поруч із вірменським населеним пунктом Єрасх. Обидва пілота загинули.

### Миротворча місія в Ліберії
Українськими миротворцями використовувалися 3 вертольоти Мі-24.

### Миротворча місія в Демократичній Республіці Конго
Українськими миротворцями використовувалися 4 вертольоти Мі-24.

## Тактико-технічні характеристики

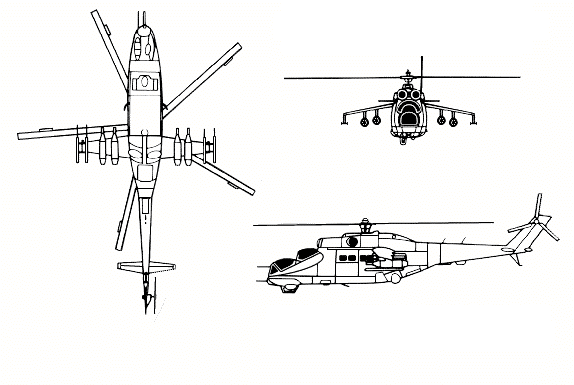
Схема Mi-24 в 3 проекціях

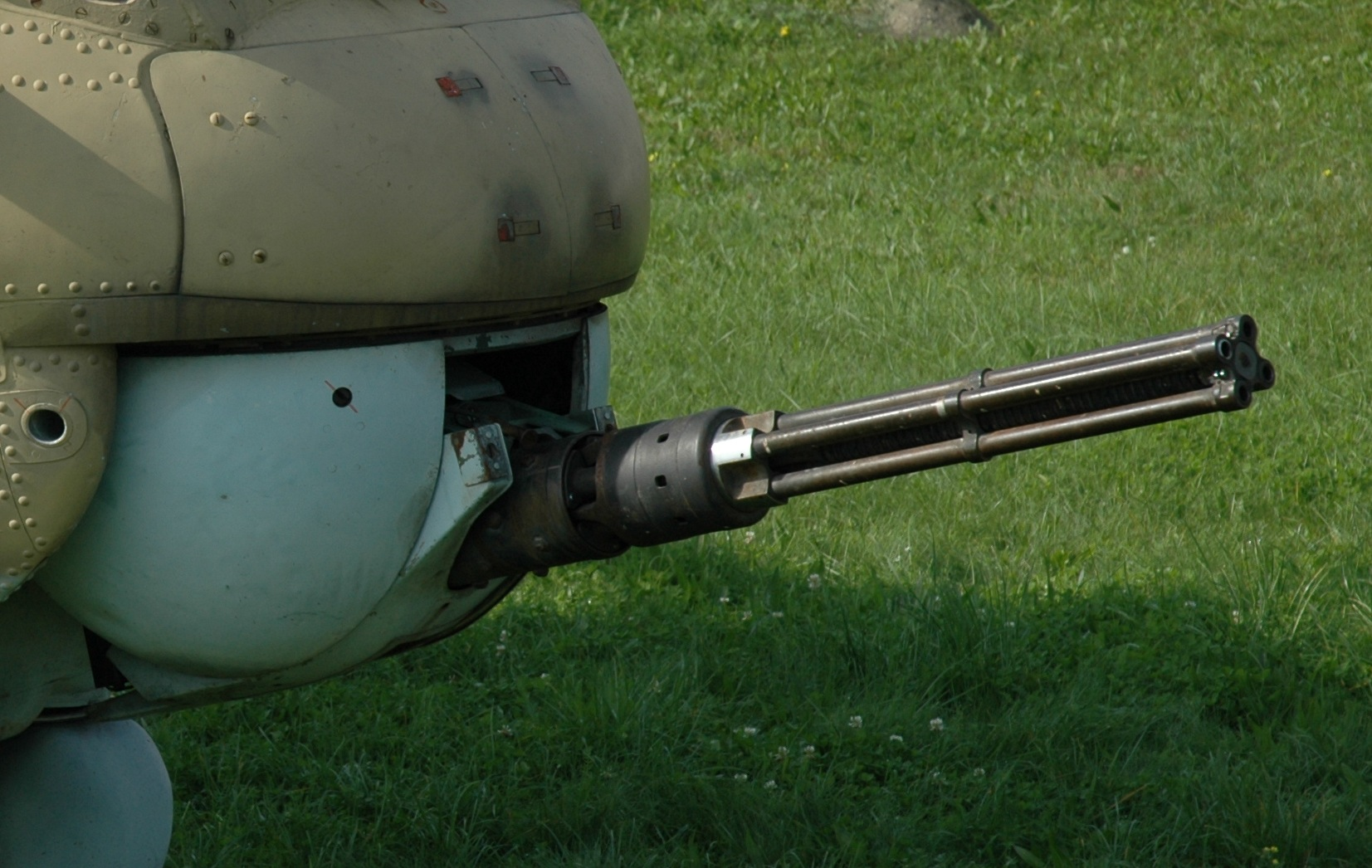
12,7-мм чотириствольний кулемет ЯкБ-12,7

Дані взяті з Indian-Military.org.

### Технічні характеристики
- Екіпаж: 2-3, пілот, штурман-оператор, технік (опціонально)
- Десант: до 8 десантників, або 2 важкопоранених на ношах та 2 легкопоранених і медпрацівник
- Довжина фюзеляжу: 17,5 м
- Висота фюзеляжу: 3,9 м
- Ширина фюзеляжу: 1,7 м
- Діаметр несучого гвинта: 17,3 м
- Маса порожнього: 8 500 кг
- Нормальна злітна маса: 11 200 кг
- Максимальна злітна маса: 12 000 кг
- Об'єм палива у внутрішніх баках: 2100 л
- Силова установка: 2 × ТВаД ТВ3-117В (ТВ3-117ВМА, ВК-2500)
- Потужність двигунів: 2 × 2400

### Льотні характеристики
- Максимальна швидкість: 335 км/год
- Крейсерська швидкість: 250-280 км/год
- Практична дальність: 450 км
- Перегінний радіус: 950 км з ППБ
- Статична стеля: 1 500 м
- Динамічна стеля: 4 500 м
- Швидкопідйомність: 15 м/с
- Максимальне експлуатаційне перевантаження: +1,75 g

### Озброєння
- Стрілецько-гарматне:

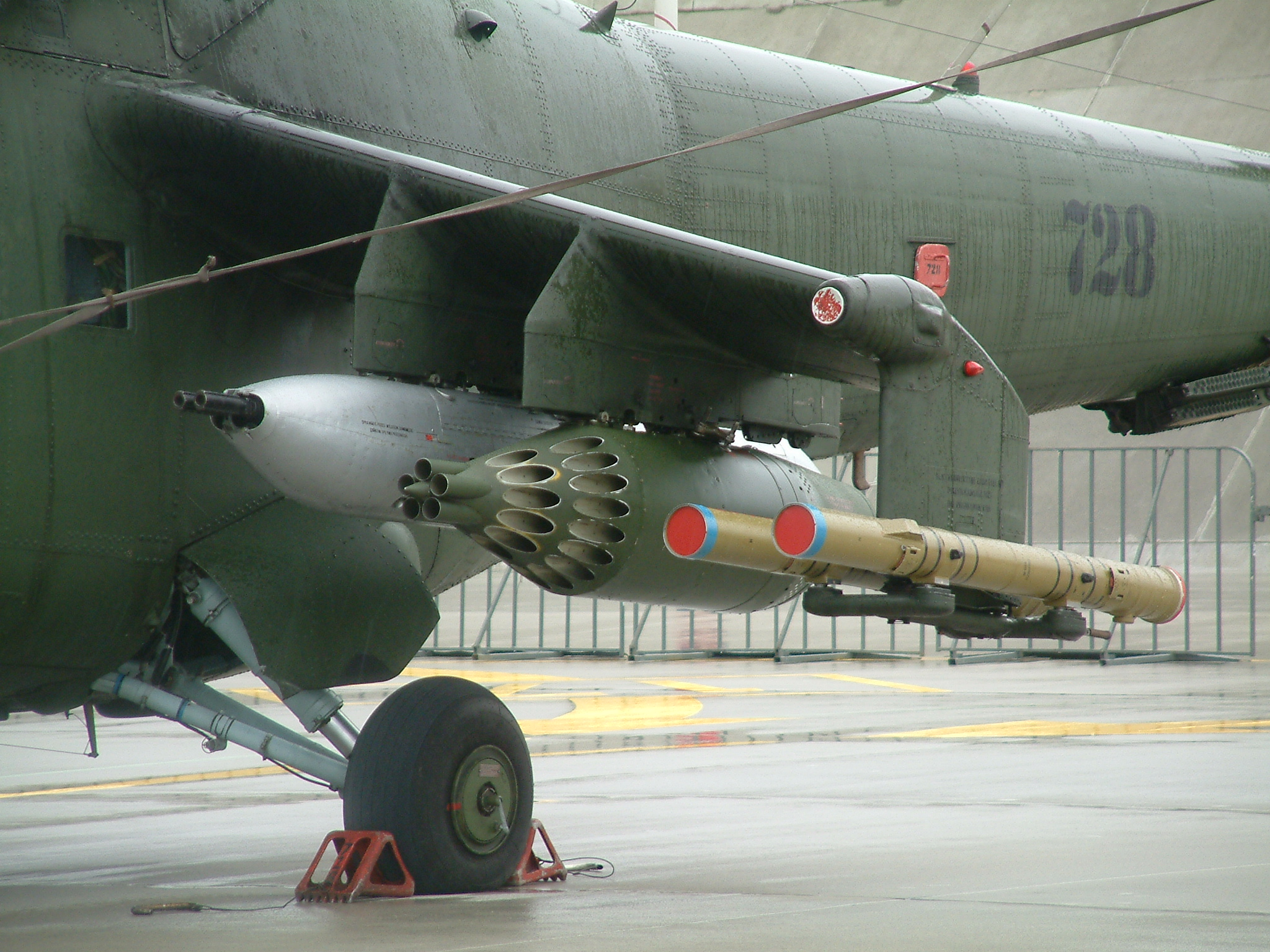
Одна з можливих конфігурацій озброєння на Мі-24В

  - 1 × рухомий 12,7-мм чотириствольний кулемет ЯкБ-12,7 на більшості Мі-24, 1470 набоїв
  - 1 × фіксована 30 мм двоствольна автоматична гармата ГШ-2-30К на Мі-24П, 250 снарядів
  - 1 × рухома 23 мм двоствольна автоматична гармата ГШ-23Л на Мі-24ВП, Мі-24ВМ і Мі-35М, 450 снарядів
- Точки підвісу: 6 (4)
- Бойове навантаження: 2 400 кг
- Керовані ракети:
  - ракети «повітря-земля»:
    - «Атака-В»
    - «Штурм-В»

  - ракети «повітря-повітря»: 
    - «Ігла-В»
    - Р-60
- Некеровані ракети:
  - С-5, С-8, С-13, С-24
- Бомби:
  - бомби і касети калібром від 50 до 500 кг

## Оператори

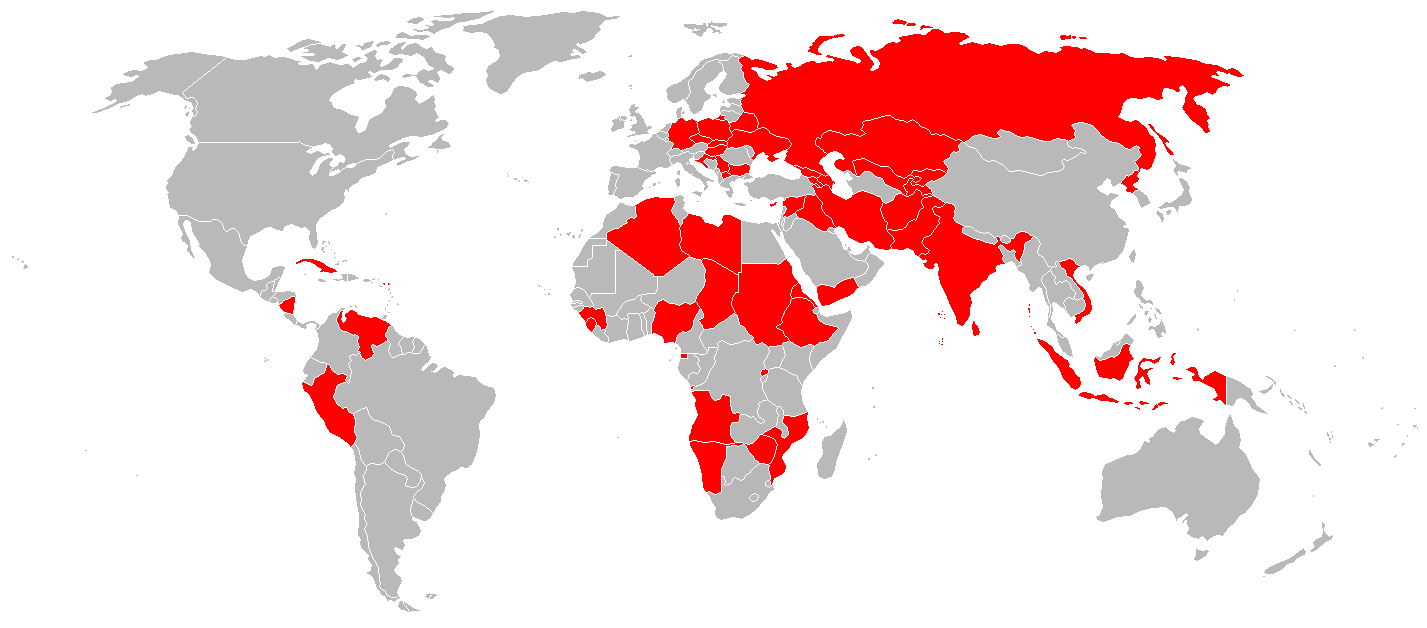
Країни, в яких Мі-24 та його модифікації перебувають на озброєнні

### Перебуває на озброєнні

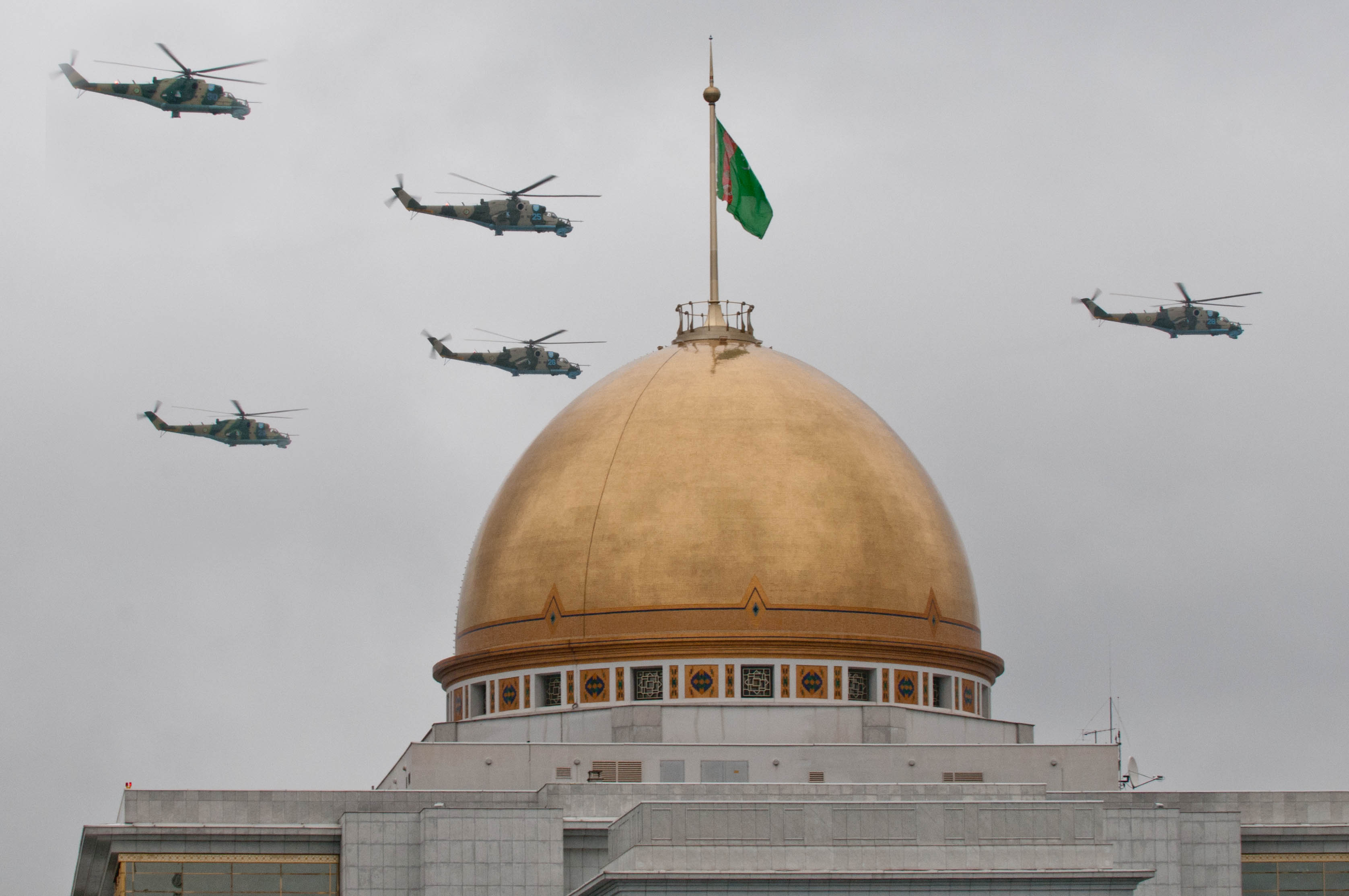
Мі-24 на параді в Туркменістані

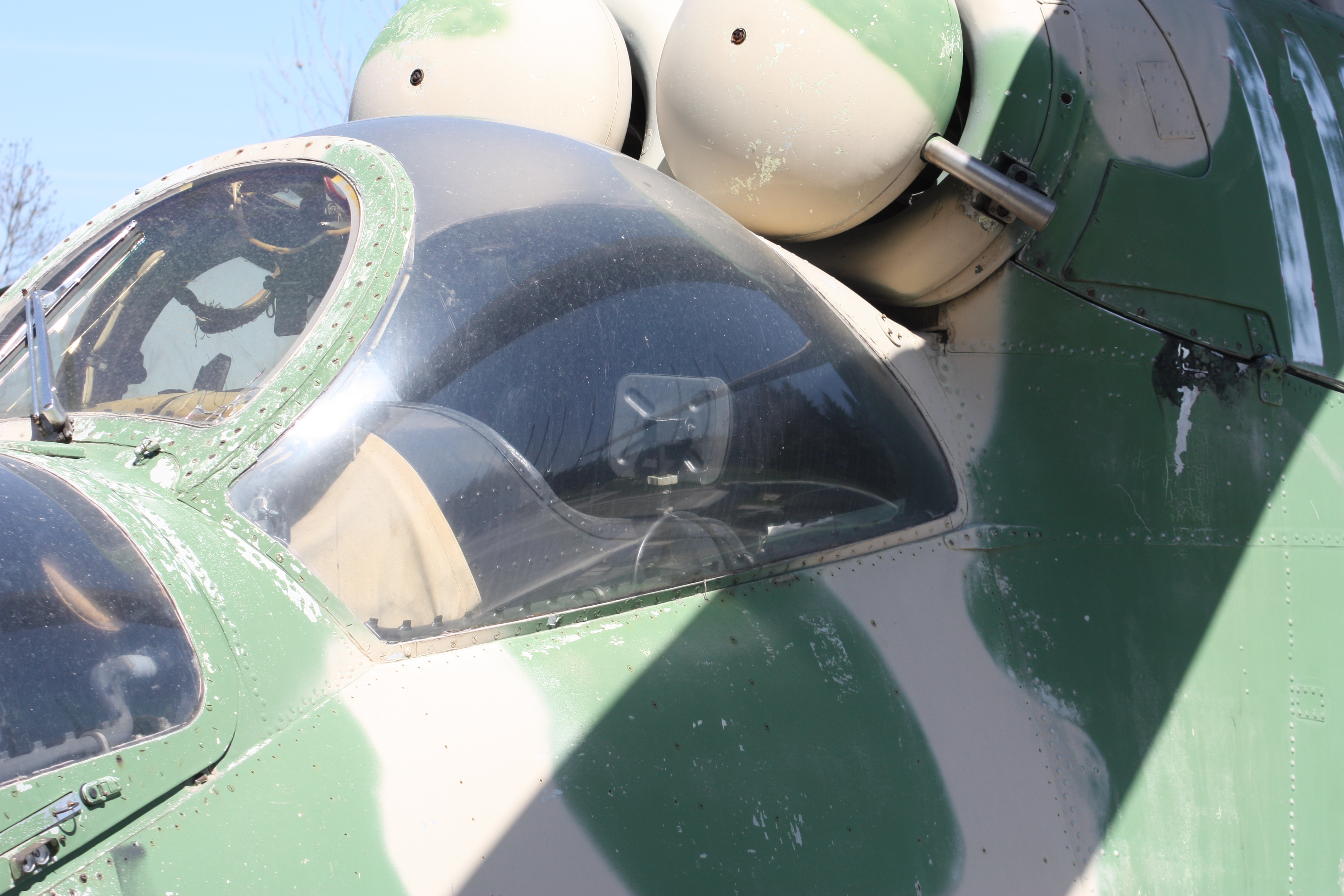
Кабіна болгарського Мі-24

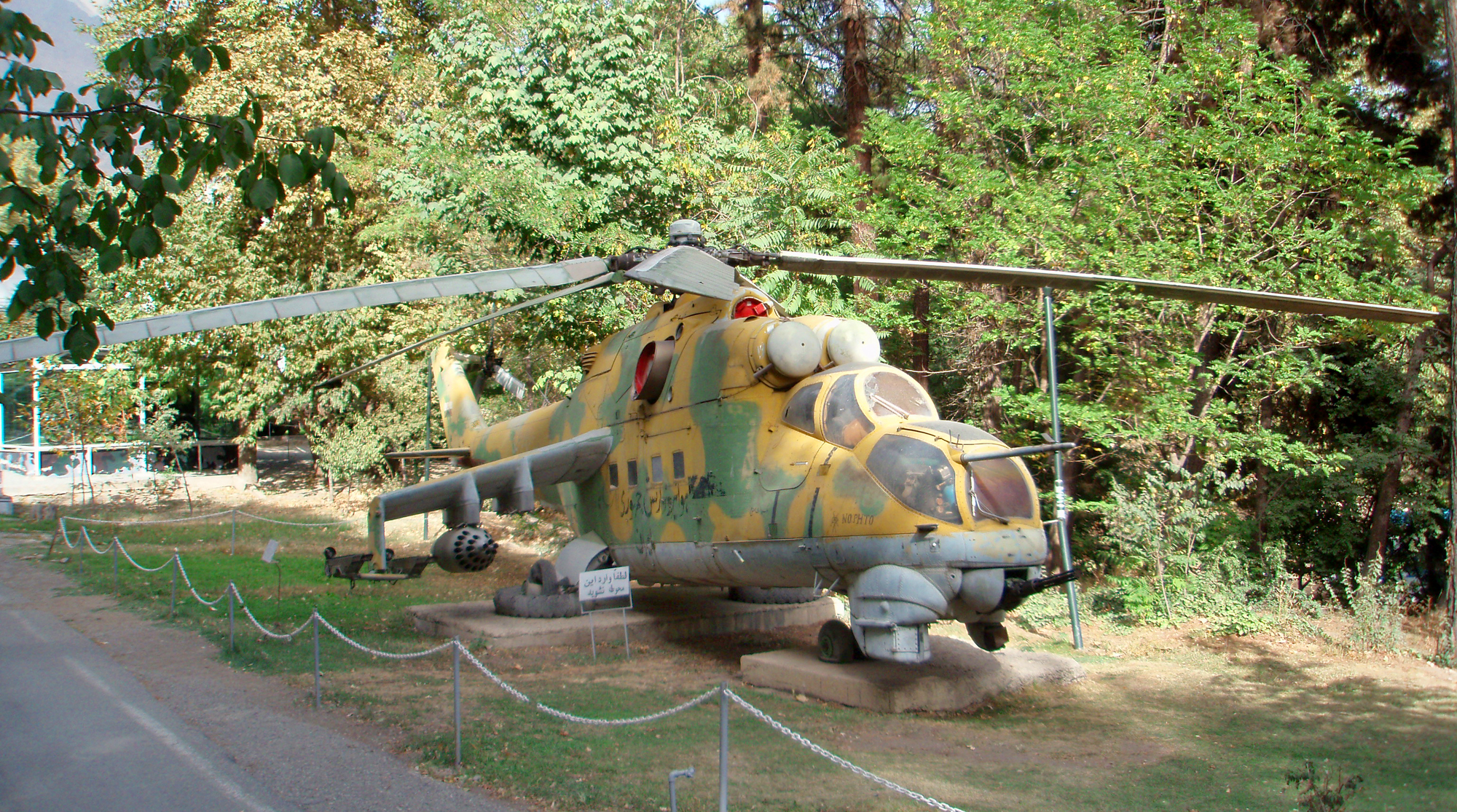
Іракський вертоліт Мі-24, захоплений під час ірано-іракської війни і виставлений як трофей у Військовому музеї в Тегерані

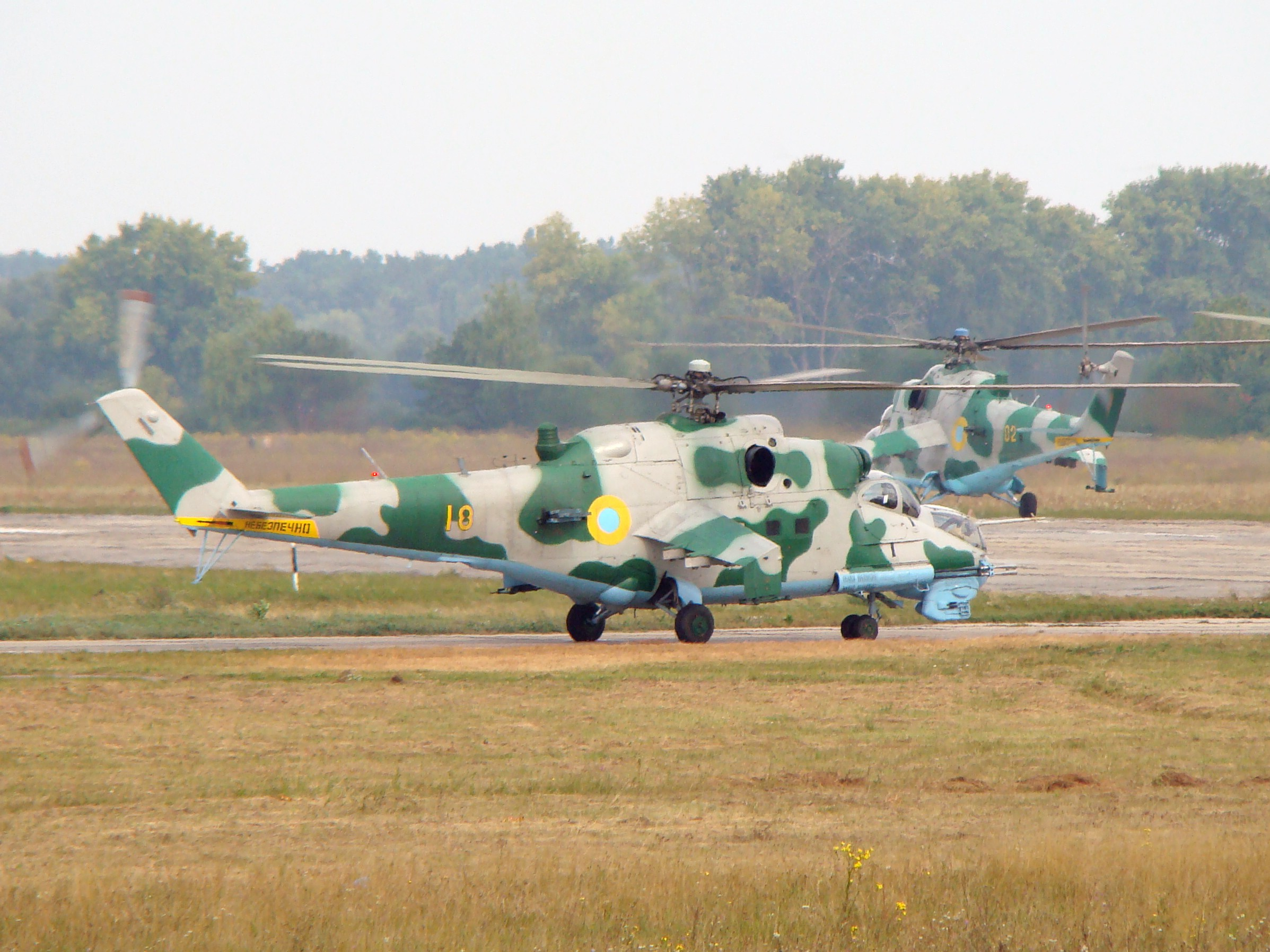
Мі-24 Української армії

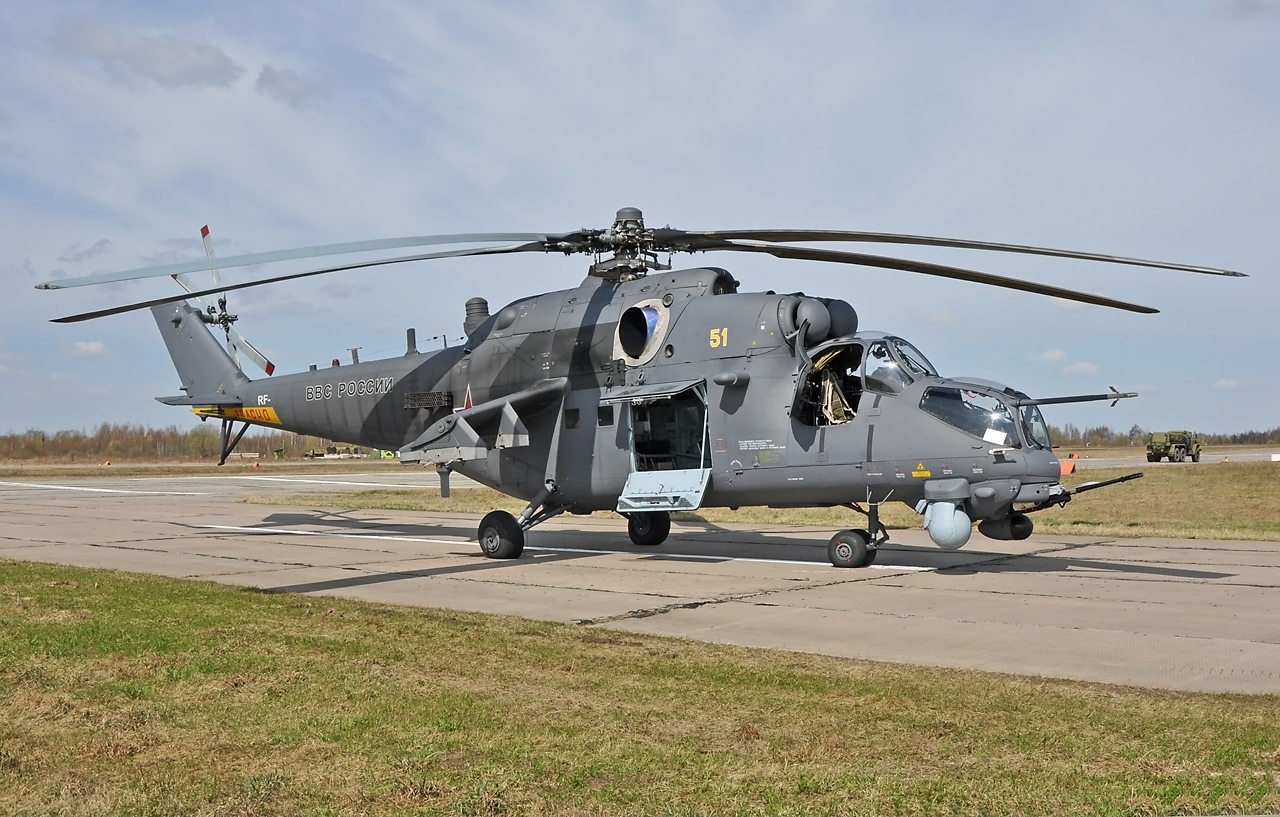
Мі-35М ВПС РФ

- Росія
  - ВПС Росії — близько 96 Мі-24Д/В/П (2024)[41]
  - авіація ВМФ Росії — 8 Мі-24П (2024)[42]
- Україна — 134 Мі-24 (2019)[43], 45 Мі-24/Мі-35 (2024)[44]
  - Армійська авіація України
- Азербайджан — 35 Мі-24 + 15 Мі-24G Super Hind (2012)[45][46][47][48][49], 13 Мі-24П на 2009—2010[50]
- Вірменія — 15 Мі-24 (2015)[51]
- Алжир — 34 Мі-24 (2015)[52], 13 Мі-24В[17]
- Ангола — 5 Мі-25 і 10 Мі-35 (2012)[53][54]
- Афганістан — 7 Мі-35 (2015)[52]
- Білорусь — 7 Мі-24, 4 Мі-35М (2024)[55]
- Буркіна-Фасо — 2 Мі-35 (2015)[56]
- Східний Тимор[57]
- В'єтнам — 26 Мі-24 (2012)[58]
- Грузія — 8 Мі-24 (2012)[59]
- Джибуті — 3 Мі-24В (2012)[60]
- Зімбабве — 2 Мі-24 і 4 Мі-35 (2012)[61]
- Індія — 20 Мі-35 (2012)[62].
- Індонезія — 8 Мі-35 (2012)[63]
- Ємен — декілька Мі-24 (2012)[64]
- Казахстан — 20 Мі-24В, 12 МІ-35М (2024)[65]
- Кіпр — 11 Мі-35П (2012)[66]
- Північна Корея — 20 Мі-24 (2012)[67][68]
- Куба — 4 Мі-24 (2012)[69]
- Ліван — 6 Мі-24 (2012)[70]
- Лівія — деяка кількість Мі-24/Мі-35 (2024)[71][72]
- Північна Македонія — 4 Мі-24В (2012)[73][74]
- Малі — 4 Мі-24Д (2012)[75]
- Монголія — 11 Мі-24В (2012)[76][77]
- Мозамбік — 4 Мі-24 (2012)[78]
- М'янма — 12 Мі-35П (2012)[79]
- Намібія — 2 Мі-35П (2012)[80]
- Нігерія — 3 Мі-24П (2012)[81][82], 2 Мі-24В (2008 рік)[17]
- Перу — 16 Мі-25Д і 2 Мі-35П (2012)[81][83][84]
- Польща — 16 Мі-24Д/В станом на 2024 рік[85]. Частина Мі-24 (близько 10 бортів) передані Україні в рамках військової допомоги[86].
- Руанда — 2 Мі-24 (2012)[87]
- Сирія — 36 Мі-24 (2012)[88]
- Сенегал — 2 Мі-35П (2012)[89]
- Судан — 45 Мі-24/Мі-35 (2012)[90][91]
- Сьєрра-Леоне — 3 Мі-24 (2012)[92], 2 Мі-24В[17] (1999)
- Таджикистан — 4 Мі-24 (2012)[93]
- Уганда — 5 Мі-24 (2012)[94]
- Угорщина — 6 Мі-24В і 2 Мі-24П (2024)[95][96]. В 1978—1979 роках на озброєння 87-го гелікоптерного авіаполку поступило 30 Мі-24Д. В 1984—1985 роках полк отримав ще 12 Мі-24В. В 1995 році Угорщина придбала в Німеччини 14 Мі-24Д і 6 Мі-24П, які раніше перебували на озброєнні армії НДР[97]
- Узбекистан — 29 Мі-24 і 12 Мі-35М (2024)[98][99]
- Центральноафриканська Республіка — 2 Мі-24В на 2011 рік[38]
- Чад — 4 Мі-24В на 2007—2008[50]
- Чехія — 10 Мі-35 станом на 2024 рік[100], більшість Мі-24В передані Україні[101].
- Шрі-Ланка — 9 Мі-24 і 4 Мі-35 (2012)[102].
- Екваторіальна Гвінея — 4 Мі-24В (2012)[103][104], 4 Мі-24П[38]
- Еритрея — 10 Мі-24Д і 5 Мі-35П (2012)[105]
- Ефіопія — 15 Мі-24 і 5 Мі-35П (2012)[106][107]

Для навчання:
- США — після розпаду блоку Варшавського Договору США отримали з Німеччини від 3 до 6 гелікоптерів, які використовуються для тренування відбиття гелікоптерних ударів з допомогою ПЗРК.

### Перебували на озброєнні
- СРСР — до 1991 року
- Болгарія — 18 Мі-24, станом на 2010 рік[108]. Наприкінці 1970-х років почалось озброєння ПС НРБ штурмовими гелікоптерами. У 1979 році знову сформована ескадрилья вогневої підтримки в складі 44-го гелікоптерного авіаполку отримала перші 4 Мі-24Д. У 1980 році полк був передислокований із Пловдива на аеродром Крумово, а ескадрилья вогневої підтримки — в Стару Загору, де вона стала основою 13-го бойового гелікоптерного полку. Всього до 1985 року полк отримав 38 Мі-24Д і 6 Мі-24В. В жовтні 2000 року гелікоптери були перебазовані в Крумово, де увійшли до складу 2-ї ескадрильї 24-ї гелікоптерної бази[109]. Зняті з озброєння.
- Бразилія — 12 Мі-35М перебували на озброєнні станом на 2016 рік[110], зняті з озброєння у 2022 році через відсутність обслуговування з боку постачальника[111].
- НДР
- ФРН
- Ірак
- Камбоджа
- Нікарагуа — у жовтні 1984 року болгарський транспорт «Христо Ботев» вивантажив в нікарагуанському порту Ель Блуф першу четвірку Мі-25. Загалом у Нікарагуа було поставлено 18 гелікоптерів, які відразу включились у бойові дії проти контрас, під час яких було втрачено як мінімум два Мі-25[112].
- Сербія
- Чехословаччина
  -  Словаччина — 16 Мі-24, станом на 2010 рік[113]. Після реорганізації в 1993 році ЗС Чехословаччини у зв'язку з розділом країни, ПС Словаччини відійшли 8 Мі-24Д, 10 Мі-24В і один Мі-24ДУ, розташовані в Пряшеві[114]. Зняті з озброєння в 2011 році.
- Хорватія

## Мі-24 в культурі
- Мі-24А можна побачити у фільмі «Рембо III» (насправді в фільмі задіяно SA330 PUMA).
- Ще один ерзац Мі-24А було показано у фільмі «Червоний скорпіон» (насправді Sikorsky S-62).
- Мі-24 можна побачити в усіх частинах комп'ютерної гри S.T.A.L.K.E.R.
- Мі-24 використовуються армією клонів у грі F.E.A.R.
- Мі-24 доступний як транспорт у грі Saints Row: The Third, там гелікоптер носить назву «Vulture».
- Всі модифікації Мі-24 можна побачити у грі War Thunder.
- Мі-24 з'являється багато разів у серії відеоігор Metal Gear, починаючи з оригінальної версії для MSX 1987 року[115]. Його поява як битва з босом в грі 1998 року Metal Gear Solid, ймовірно, є найвідомішим випадком[116][117][118][119][120][121].
- Вертоліт використовується антагоністом для втечі з даху в Москві у фільмі 2013 року «Міцний горішок. Гарний день, аби померти»[122].
- У фільмі 2022 року «Найкращий стрілець: Маверік» вертоліт Мі-24 використовується противником у спробі вбити Піта «Маверіка» Мітчелла після того, як його літак було збито, але ворожий Мі-24 був збитий Бредлі «Рустером» Бредшоу[123].

## Галерея

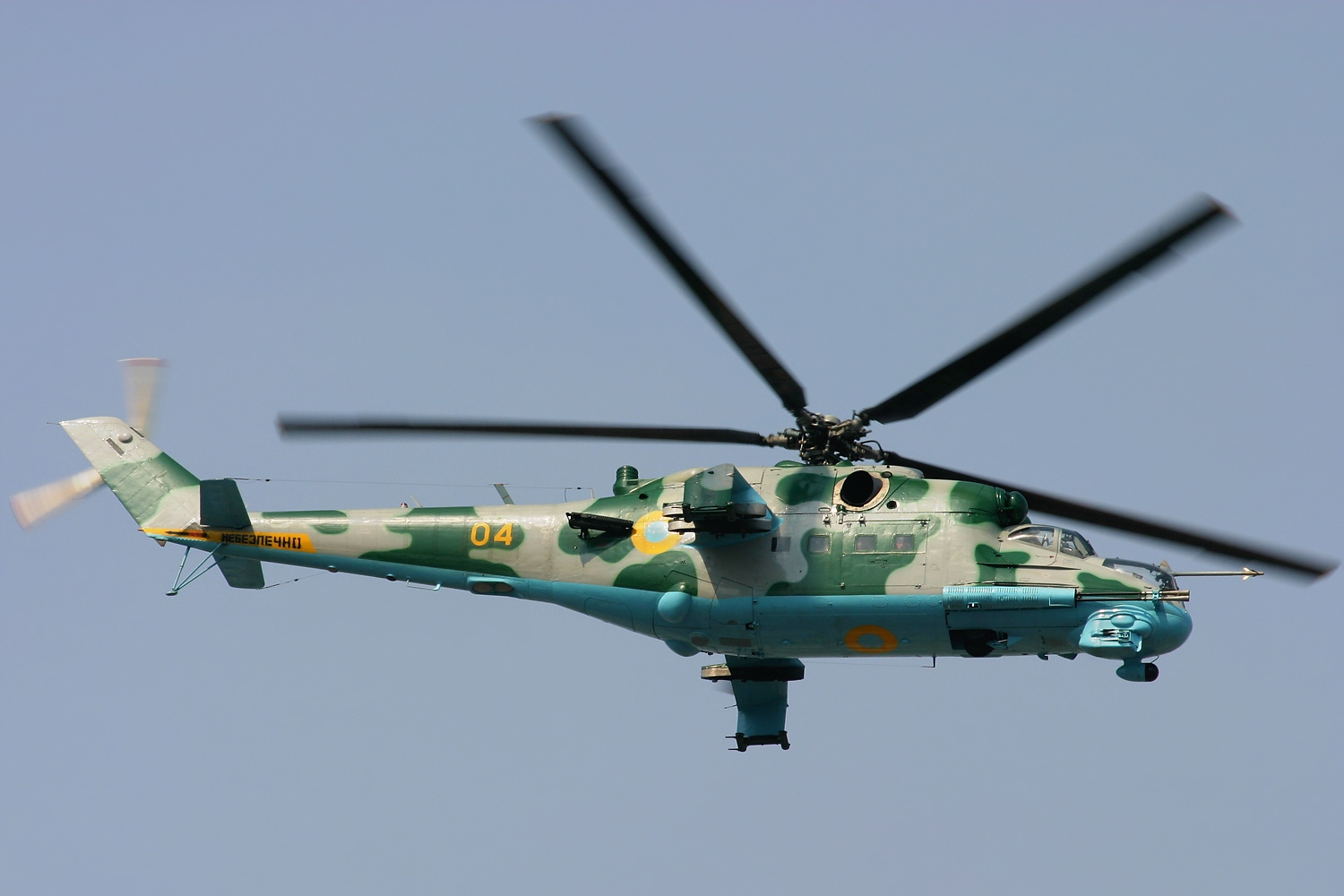
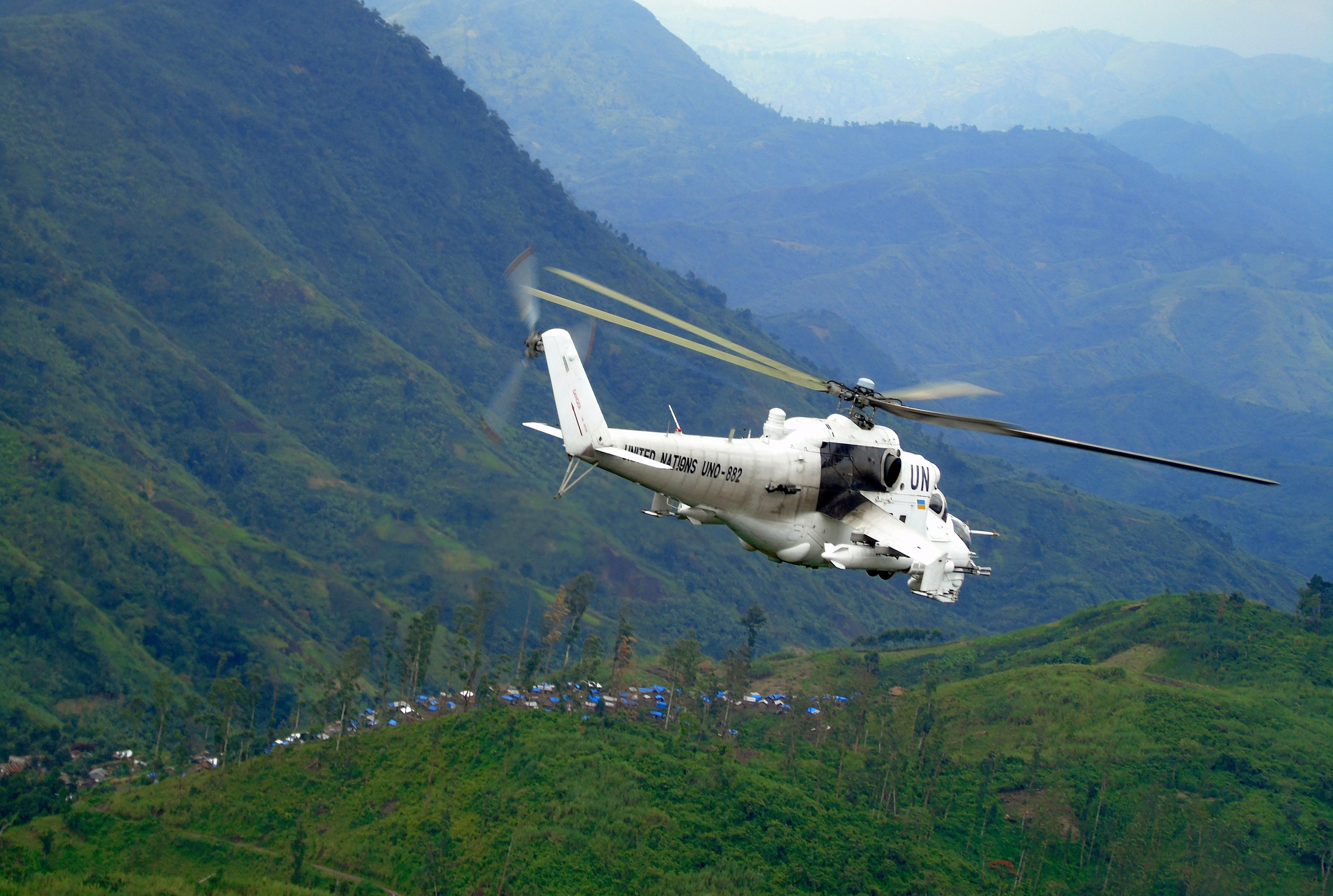
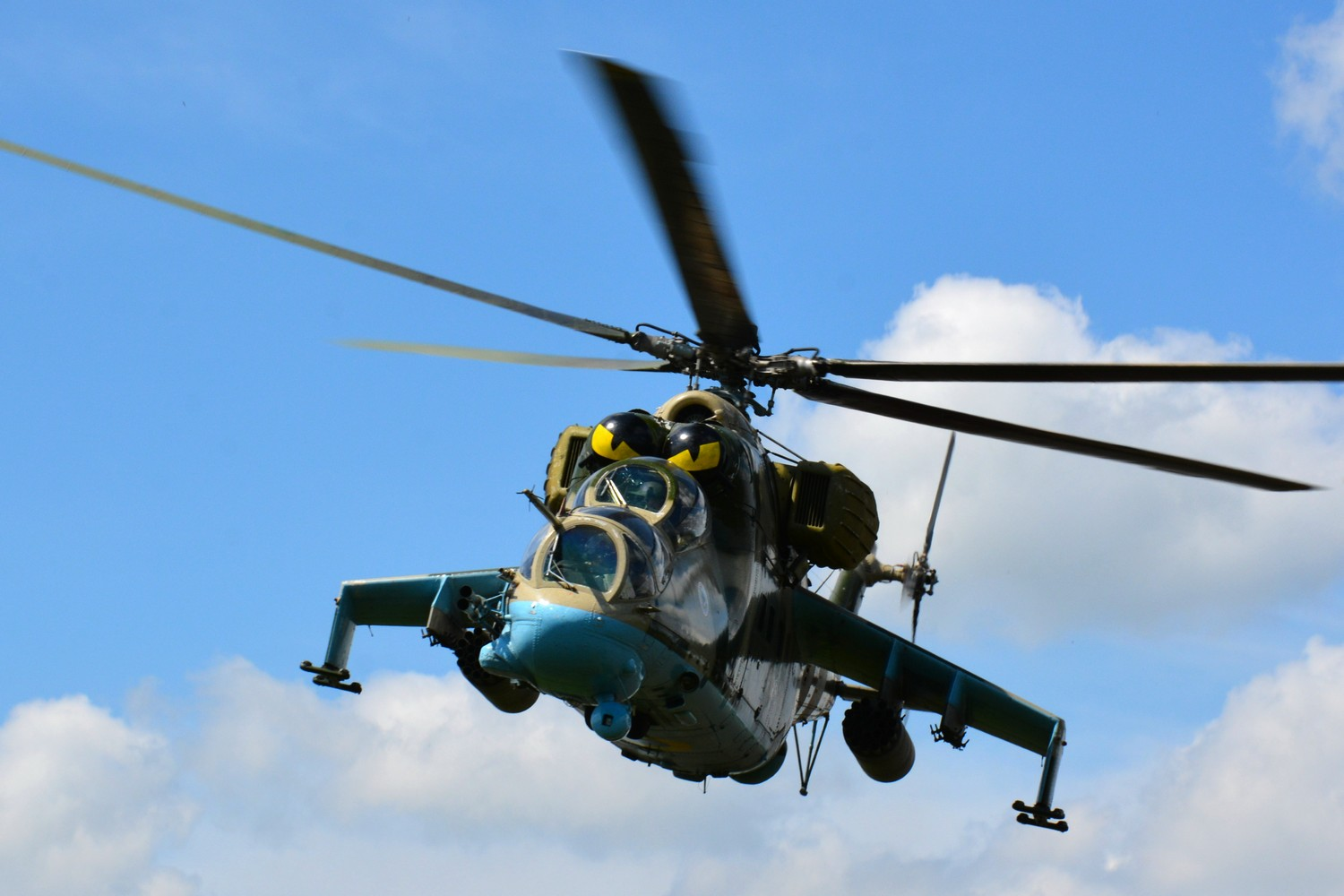
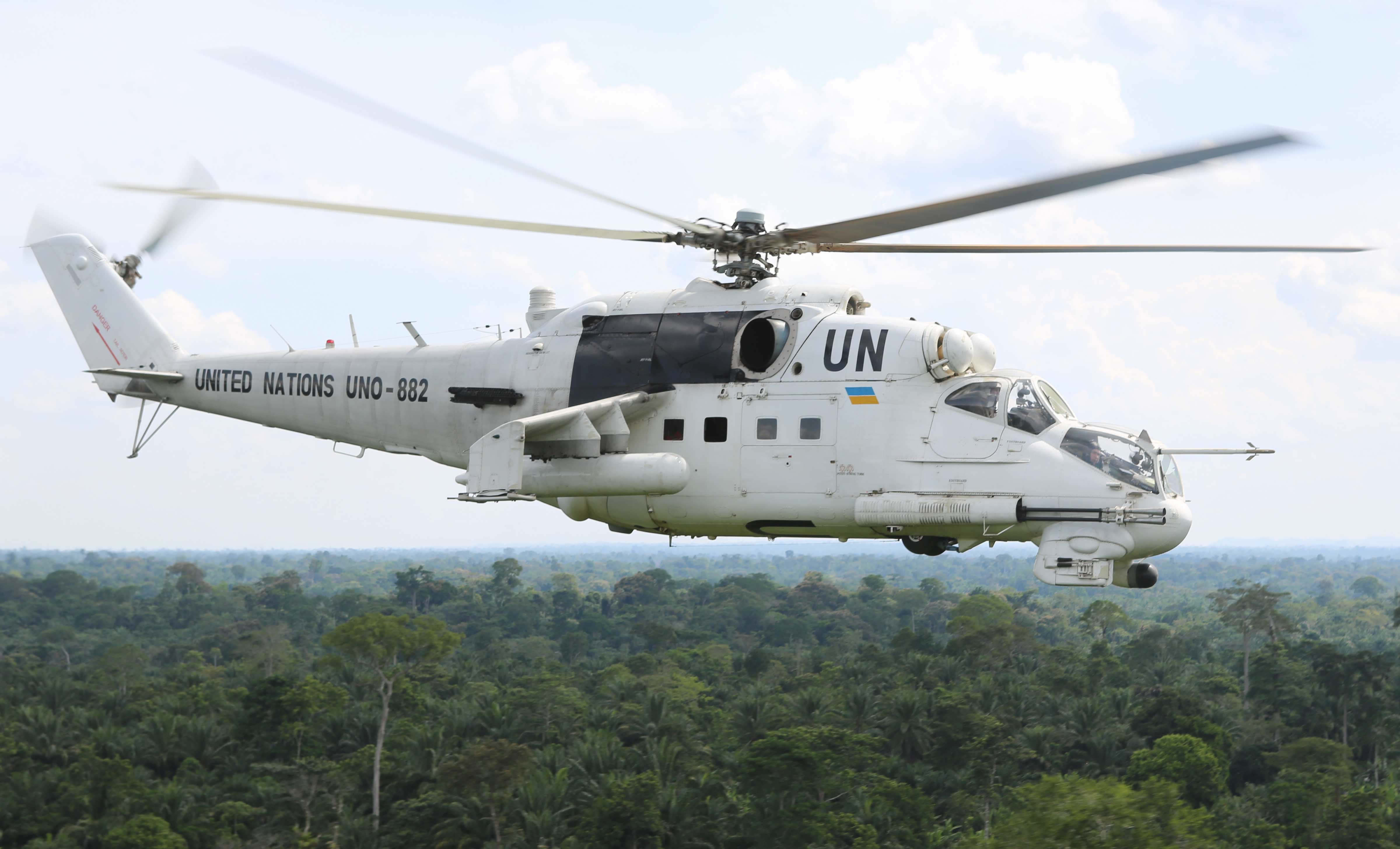
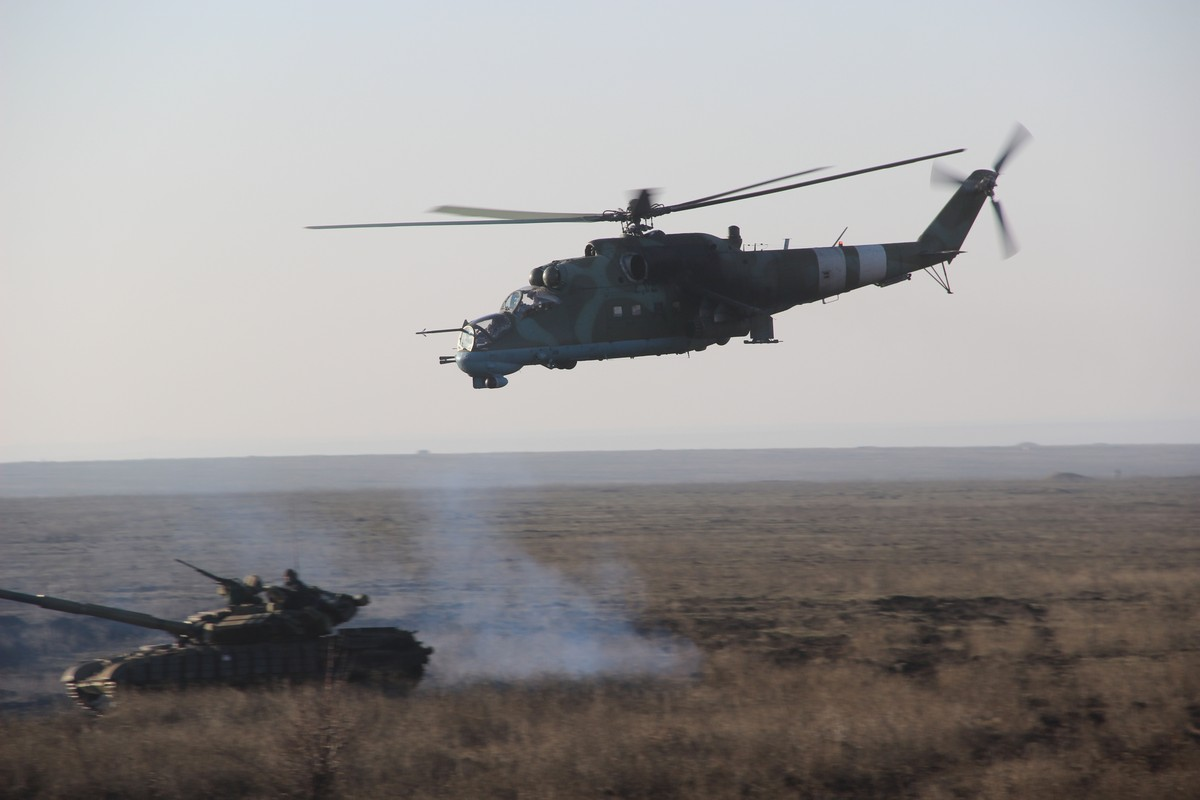